# Кинематограф Японии
Кинемато́граф Япо́нии (яп. 日本映画 нихон эйга) является важной частью японской культуры и общемирового киноискусства. Он зародился в конце XIX века.

## Терминология

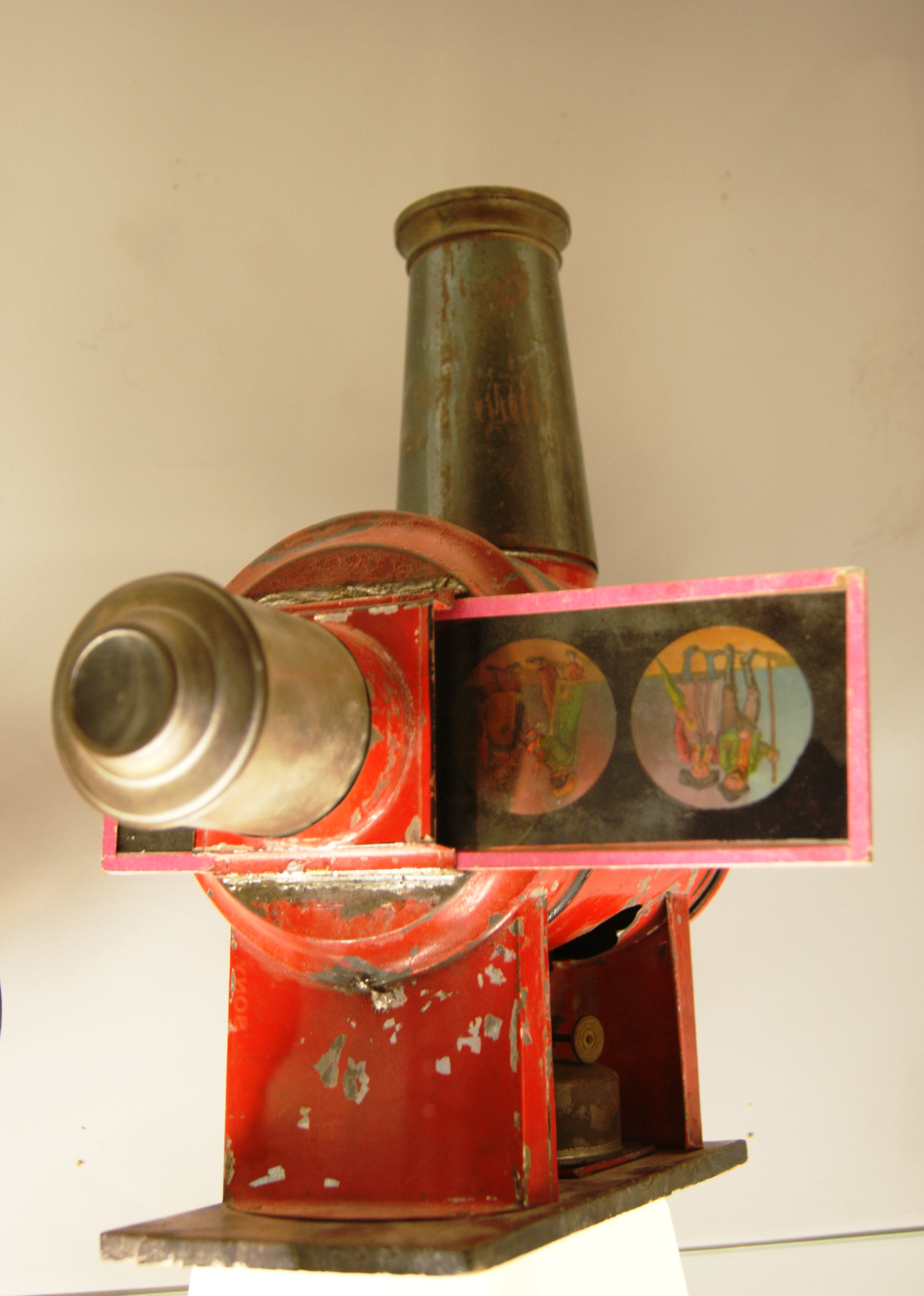
Внешний вид «волшебного фонаря»

На терминологию японского кинематографа повлиял «волшебный фонарь» — это широко распространённый в Европе XVIII—XIX веков проекционный аппарат. Он впервые появился в Японии в XVIII веке через порт в Нагасаки, а потом он распространился во время вестернизации в эпоху Мэйдзи (после 1856 года). Сперва японские названия техники транскрибировались при помощи азбуки катаканы, но потом стали применять японские термины. В эпоху Эдо волшебный фонарь назывался уцуси-э (яп. 写し絵), он являлся низовым зрелищем для городских масс. Содержащийся в этом термине иероглиф уцусу (яп. 写 подражать, в точности копировать) впоследствии перешёл во все термины, которыми в первые годы называли кинематограф. Самым распространённым из них в 1900-х—1910-х годах был кацудо: сясин (яп. 活動写真 движущиеся картинки), но иногда использовался и уцуси-э. Слово сясин (яп. 写真) вызывало ассоциации с Западом, поскольку до введения кино им обозначался западный живописный стиль.
В начале 1910-х годов начинает становиться узнаваемым термин эйга (яп. 映画 проецируемые картины), именно его сегодня носители японского языка используют для обозначения кинематографа. Японский исследователь Тиба Нобуо полагает, что появление нового термина было связано с изменением самого кино. В большинстве стран мира в 1908—1912 происходил переход от «аттракционного» кино, демонстрировавшего трюки и технические способности аппаратуры, к повествовательным формам, которые образовывал сюжет. Словом эйга в эпоху Мэйдзи называли слайды, которые вставлялись в волшебный фонарь. Тогда аппарат носил название гэнто: и использовался в образовательных и пропагандистских целях.
Во времена раннего кинематографа появились термины для иностранного кино — ёга (яп. 洋画) — и японского кино — хога (яп. 邦画). Эти термины широко используются и по сей день.

## Эпоха немого кино

### Знакомство японцев с кино
Кинематограф, изобретение братьев-французов Люмьер, был представлен широкой европейской публике в 1895 году. Первый кинематограф прибыл в Японию в ноябре 1896 года. 17 числа с изобретением познакомился Ёсихито, будущий император Японии, а 25 ноября аппарат был установлен в трактире города Кобе. В январе следующего года в стране были записаны первые кадры: представитель братьев Люмьер, Франсуа-Констан Жирель, перед отъездом создал несколько короткометражных фильмов по заказу работодателя. Промышленник Инабата Кацутаро в феврале привёз в страну витаскоп, благодаря которому был организован первый публичный просмотр фильма множеством зрителей одновременно. Он состоялся в Осаке. 6 марта благодаря усилиям Араи Сабуро в столице Японии, городе Токио, прошла презентация витаскопа, а затем, 8 и 9 марта, проводились кинопоказы в различных театральных залах города. Тогда японские граждане смотрели импортное кино. Впервые они увидели записанные в своей стране кадры в 1898 году, это были записи Жиреля, на которых оператор запечатлел улицы Японии.
Ранние кинопоказы длились до нескольких часов. Сами кадры занимали лишь 20 минут, однако больше времени уходило на смену плёнок. После каждой смены экран требовалось охлаждать водой. В течение первых 7-8 лет для обслуживания проекторов была необходима бригада из 10 человек. Особенностью эпохи японского немого кино, продолжавшегося до начала 1930-х годов, и неотъемлемой частью любого сеанса являлся бэнси — специальный человек (или группа людей), сидевший рядом с экраном и комментировавший происходящие в фильме события и читавший диалоги. Профессия бэнси была востребована и высокооплачиваемой вплоть до появления звукового кино. Также бэнси пояснял японской аудитории понятия и элементы быта, демонстрировавшиеся в иностранном кино. Хотя первоначально бэнси выполнял свою работу до непосредственного сеанса, по мере усложнения сценариев произведений они стали комментировали фильмы во время просмотра.

### Первые японские фильмы и кинокомпании
В 1898 году работник магазина камер Асано Сиро стал первым японцем, сделавшим видеозапись. Это было несколько коротких роликов. В следующем году он также запечатлел танцующих гейш в одном из ресторанов Токио. Однако первым японским кинофильмом, от которого принято отсчитывать зарождение национального киноискусства, и старейшим сохранившимся японским фильмом стала работа 1899 года «Любование кленовыми листьями» за авторством пионера японской кинематографии Сибаты Цунэкити. Фильм ценен тем, что запечатлел сцену из театра кабуки с участием двух известных актёров — Итикавы Дандзюро и Оноэ Кикугоро. Но фильм не выходил на экраны вплоть до смерти обоих актёров в 1903 году, поскольку Дандзюро из-за своей неприязни к кино согласился на съёмки только с условием, что лента будет показана публично лишь после его смерти. Искусствовед А. А. Фёдорова добавляет, что это обстоятельство позволило плёнке сохранить своё качество.

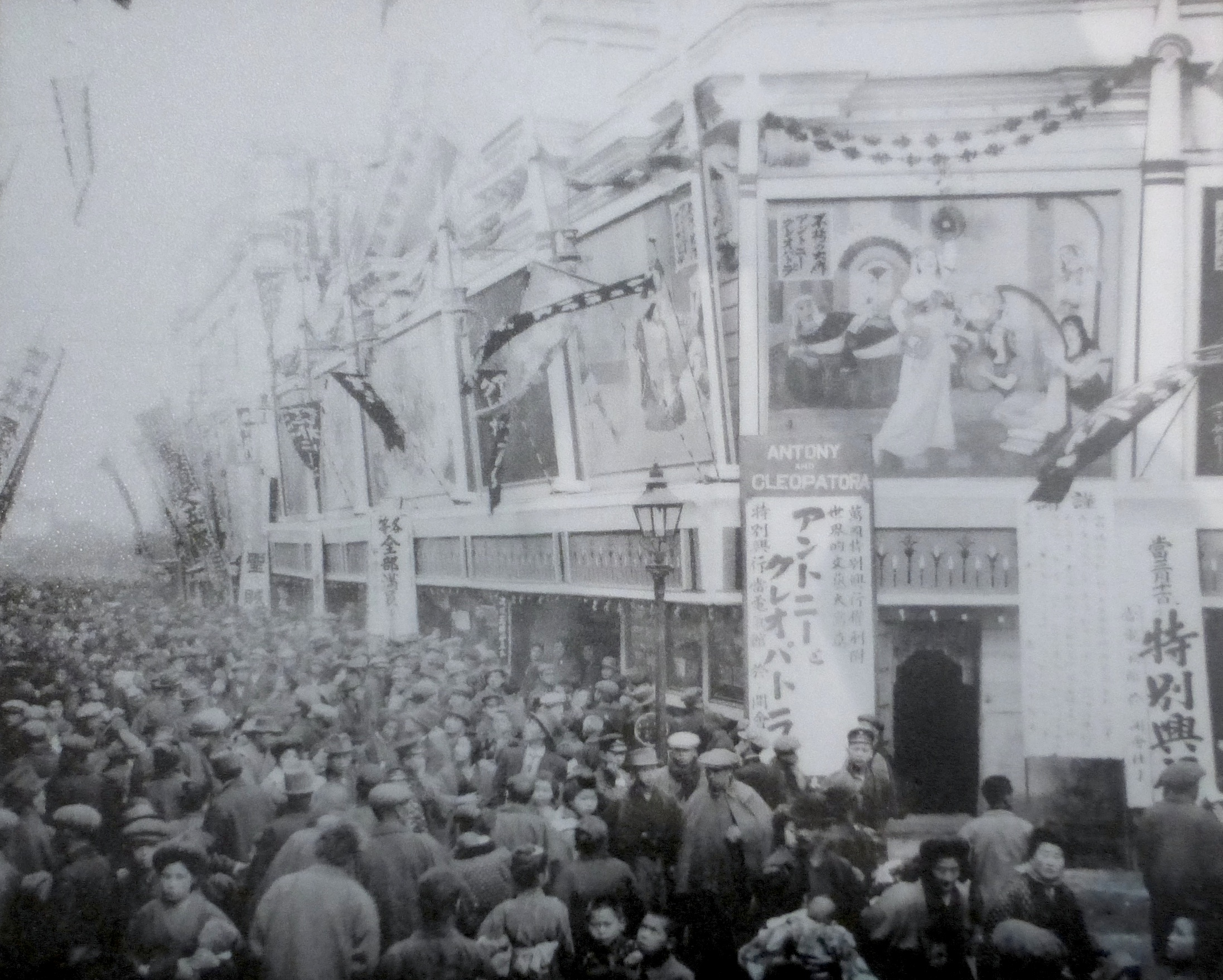
Первый японский кинотеатр «Дэнкикан», открытый в 1903 году в Токио. На момент съёмки в нём показывался фильм Марк Антоний и Клеопатра итальянского режиссёра Энрико Гуаццони. Фото 1914 г.

Одной из первых компаний на японском кинематографическом рынке стала «Ёсидзава», которой на момент появления кинематографа в Японии владел Каваура Кэнити. В начале компания занималась производством и продажей оборудования для волшебных фонарей. Впоследствии Ёсидзава стала одним из первых импортёров кинематографа братьев Люмьер и первых французских фильмов. Кенити приобрёл этот аппарат у итальянского советника японской императорской армии и в 1900 году компания начала производство собственных кинолент. Через три года она открыла первый в стране кинотеатр — «Дэнкикан» в районе Асакуса, Токио. В США, на Всемирной выставке в Сент-Луисе, Ёсидзава демонстрировала кадры повседневности и Русско-японской войны. Их снимала группа под руководством первого японского оператора — Тибы Китидзо. В 1900 году Ёсидзава организовала поездку в Китай операторов Сибаты Цунэкити и Фукая Комакити на оккупированные Японией территории сразу после начала восстания боксёров. В том же году в Японии прошли показы полученных лент. Так зародился жанр документального кино дзидзи эйга (яп. 時事映画 кино о текущих событиях).

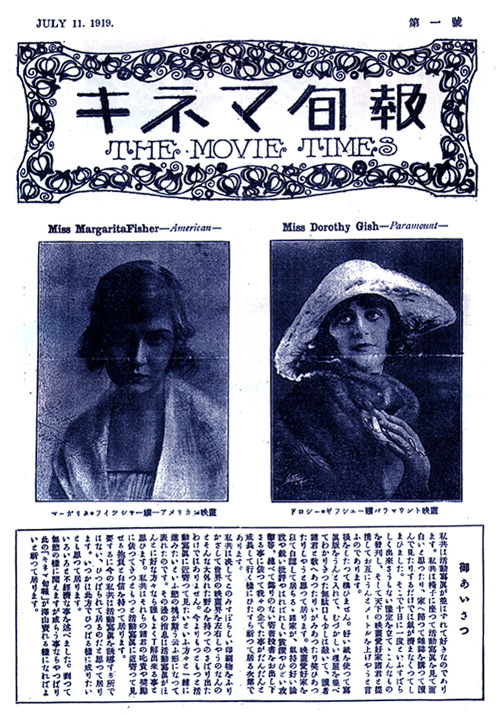
Обложка первого номера «Кинэма Дзюмпо», одного из старейших киножурналов Японии

Японцы не воспринимали кинематограф как низкопробное развлечение. Это был досуг для людей среднего класса, которые интересовались западным миром. У разных слоёв населения начинают вырабатываться предпочтения в кино: интеллигенция смотрела преимущественно иностранные фильмы, а простые люди выбирали отечественное кино. Профессор Дэвид Дессер замечает высокую развлекательную роль раннего японского кинематографа, а не, например, образовательную, которая имела место в Германии и Великобритании в первой четверти XX века. Эта особенность роднит его с Голливудом. Не зря первые кинотеатры открывались в развлекательных районах больших городов.
В 1908 году Ёсидзава открыла первую в Японии киностудию «Мэгуро», в строительстве которой был применён опыт ознакомления с американскими киностудиями. Она была полностью стеклянной, поскольку кинопроизводство требовало много света. Крупный сдвиг в японском кинобизнесе произошёл в 1912 году, когда образовалась компания Никкацу путём слияния четырёх предприятий: Ёсидзава, Ёкота, M. Pathé и Fukuhodo. Никкацу обладала широчайшими производственными и дистрибьюторскими способностями, в её распоряжении находились 70 кинотеатров по всей стране, а также 3 киностудии в Токио и одна в Киото. Многие режиссёры и актёры сделали себе карьеру в стенах этой компании. В 1914 году У Никкацу появился конкурент в лице Тэнкацу. Эти две компании фактически монополизировали рынок 1910-х годов. К 1917 году уже половина кинотеатров Японии работала с Никкацу. Однако американский историк кино Аарон Героу отмечает, что истинная власть в этой сфере принадлежала кинопрокатчикам. Они могли свободно выбирать с какой компанией сотрудничать даже после заключения договора и сами решали какие фильмы они будут показывать.
Ёсидзава выпустила в 1909 году первый киножурнал Японии — «Мир кинематографа». Изначально он рассказывал сюжеты фильмов компании, чтобы их можно было лучше понять. В 1910-х годах появилось множество студенческих журналов о кинематографе. Один из подобных журналов под названием «Кинэма Дзюмпо» появился в 1919 году, а в будущем он стал считаться авторитетными. Большая часть этих изданий критиковала японскую продукцию и восхваляла западное кино. Кинэма Дзюмпо выходит и по сей день (прервав выпуск новых номеров лишь в 1940—1951 годах). Он по-прежнему считается самым влиятельным киноизданием в Японии, несмотря на то, что большее освещение получают зарубежные ленты. С 1924 года ежегодно на основе оценок критиков формируется рейтинг из 10 самых лучших фильмов года.

### Влияние театра на японский кинематограф

#### Технология съёмки и стиль
Ранний японский кинематограф развивался по законам театра, ведь японцы воспринимали кино как его новую форму. Влияние театрального искусства замечалось во всём мировом кинематографе тех лет, но, как отмечает историк кино Акира Ивасаки, такой сильной зависимости от него, как в Японии, нигде больше не было. Режиссёры очень часто ставили камеру перед сценой и больше не сдвигали её до конца представления, никакие технические приёмы при этом не использовались. На кино оказали особенное влияние два жанра театра: кабуки (старая театральная школа, называемая кюха) и синпа (новая школа), появившаяся около 1890 года. Стиль синпа отличался тем, что отражал более актуальные события языком, соответствующим активно развивающейся Японии конца XIX—начала XX века. Из кабуки произошёл кинематографический жанр дзидайгэки, а из синпа — гэндайгэки. Фильмы, снятые под влиянием кабуки, обозначались термином кюгэки; а те фильмы, что находились под влиянием новой театральной школы, переняли её название — синпа. Съёмкой кюгэки занимались студии Никкацу в Киото, а синпа — в Токио. Такое деление этих жанров по географическому признаку в значительной степени продолжалось и далее.
Режиссёр Тэйноскэ Кинугаса, вспоминая свою актёрскую работу в конце 1910-х годов, так описывал процесс съёмки: запись шла 4-5 дней без репетиций и повторных дублей. Актёры непрерывно играли роли до конца сцены, а если во время съёмки заканчивалась катушка, то актёры замирали на время смены плёнки. При этом положение камеры никак не менялось. Актёры выступали перед ней как перед зрительным залом в театре. Аарон Героу склонен относиться критически к распространённому мнению о влиянии театра на технику раннего кинопроизводства. Это связано прежде всего с недостатком информации — значительная часть фильмов тех лет не сохранилась до наших дней. Но он согласен с исследованием стиля раннего японского кинематографа своего коллеги, историка Хироси Комацу из Университета Васэда. Комацу пишет, что около 1910 года, когда фильмы увеличились в длину до 2-3 катушек, на каждую из них приходилось по 6-7 сцен. Тогда же, в 1909 году, зафиксированы первые эксперименты по смене кадра. Популярность фильмов о погонях и особенно французского фильма «Зигомар» (1911) способствовали увеличению сцен в фильме. То, с какой интенсивностью стали меняться сцены, зависело от жанра. В фильмах жанра кюха в период с 1908 по 1915 не наблюдалось никаких изменений кроме увеличения хронометража.

#### Актёры и типы персонажей кабуки

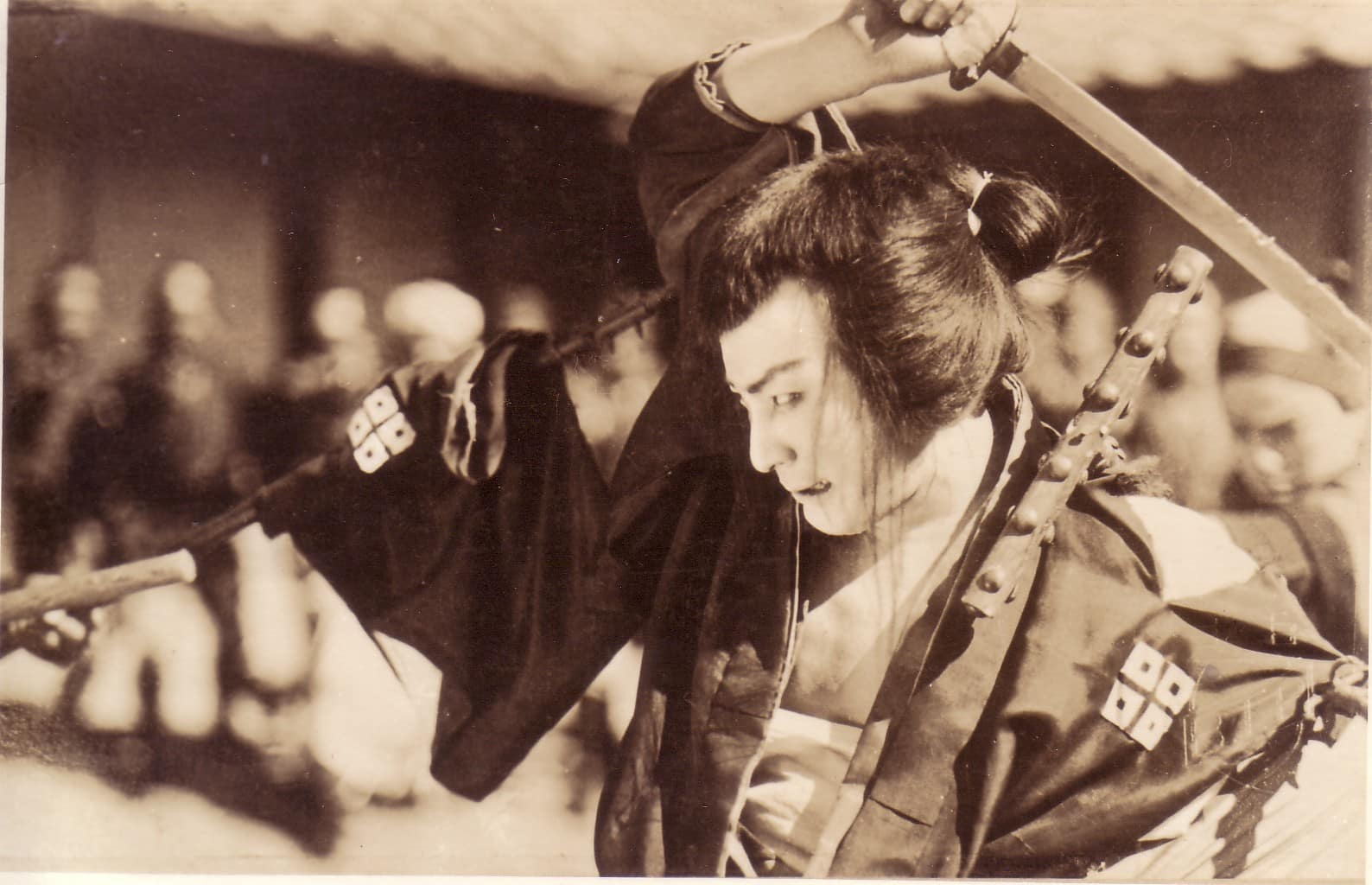
Кадр из фильма в жанре дзидайгэки «Змей» (1925), режиссёр Бунтаро Футагава

Как пишет историк японского кино Тадао Сато, по законам театра кабуки, главные роли в постановках играли лишь выходцы прославленных актёрских родов. Актёры, не имевшие таких родственных связей, охотно переходили в кино, где зарабатывали больше, чем актёры главных ролей в театре, и переносили в кинематограф свои театральные традиции. Так, в раннем кинематографе появилось два типажа персонажей — татэяку и нимайэ. Татэяку был ведущим героем и часто возглавлял всю труппу. Он представлял собой образ могучего рассудительного воина-самурая, сражающего своих врагов. Нимайэ же был хрупким и слабым молодым человеком, но добрым и романтичным. Пиком проявления души нимайэ был митюки — сцена самоубийства со своей возлюбленной. Также характерной особенностью кабуки и, как следствие, раннего японского кино, стали актёры оннагата. Это мужчины, исполняющие женские роли. Комацу считал, что этот обычай тормозил развитие кинематографа, потому что режиссёры должны были поддерживать абстрактный женский образ героев. Поэтому они не могли приближать кадр и использовать другие приёмы, которые подчеркнули бы мужские черты актёров. В то время визуальные образы не имели большой важности. На первый план выходила история, рассказываемая бэнси, а визуальная часть служила лишь иллюстрацией.

#### Первый жанр японского кино
Выделившийся из кабуки дзидайгэки стал одним из первых жанров японского кинематографа. В его основу лёг дзидаймоно — жанр исторической пьесы театра кабуки, повествующий о событиях до 1603 года, то есть до начала эпохи Эдо, когда властью в Японии обладали сёгуны. Тогда было запрещено ставить пьесы о крупных самурайских родах и политической жизни. Поэтому авторы переносили события вглубь веков и заменяли имена героев. Наиболее известным примером такого «переноса» стала история о 47 ронинах, мстивших за смерть своего хозяина. И хотя настоящие события произошли в 1703 году, на сцене они представлялись как история XII века. Этот сюжет впоследствии станет распространённым в японском кинематографе. Кинематографический жанр дзидайгэки в свою очередь повествовал о событиях до 1868 года, особенно во времена Эдо. Дзидайгэки становится доминирующим жанром в первые десятилетия существования японского кинематографа. Никкацу почти не отступала от этого жанра весь довоенный период. Даже после ослабления своего влияния дзидайгэки продолжали сниматься и даже становились популярными в 60-е годы на телеэкранах в немалой степени благодаря компании Тоэй. Тем не менее исследователь Джаспер Шарп замечает, что несмотря на общий сеттинг и некоторые сюжеты, в действительности термин дзидайгэки описывает множество фильмов разных стилей.

### «Отец японского кино» Сёдзо Макино
Одним из родоначальников японского кино, часто называемым его «отцом», стал режиссёр Сёдзо Макино. Он был автором множества проектов и владельцем нескольких кинокомпаний. Благодаря ему в индустрию вошли многие актёры, продюсеры и режиссёры. Важной находкой Макино стал Мацуносукэ Оноэ, актёр бродячей труппы кабуки, с которым режиссёр познакомился во время поездки по префектуре Окоямя. В 1909 году Оноэ снялся в фильме Макино «Мастер игры в го Таданобу», после чего он исполнил главные роли более чем в тысяче кинолент, став таким образом первой японской кинозвездой.
Акира Ивасаки утверждает, что Сёдзо Макино вместе с Оноэ создали классическую форму дзидайгэки, на каноны которой опирались авторы будущего. Джаспер Шарп называет фильмы Макино «примитивными» с технической точки зрения в сравнении с западными лентами тех лет. В основном это были боевики в жанре тямбара, часто применялись приёмы «аттракционного» кино. Британский киновед Александр Джекоби сравнивает фильмы Макино начала 1920-х годов с работами других режиссёров того периода и так же приходит к выводу, что его работы были технически простыми. К тому времени Макино всё ещё снимал длинные статичные кадры без крупных планов. Но вместе с тем Джекоби видит в этом зачатки эволюции уникального японского стиля, что найдёт отражение в работе со сменой кадров и расстановкой камер у режиссёров 30-х годов.
В фильме 1927 года «Тайна миллиона рё» появляется крупный план, работа с монтажом и сменой камер становится более сложной. Кинокомпания, основанная Сёдзо Макино в 1921 году, успела снять несколько продвинутых фильмов в жанре дзидайгэки, но ко второй половине 1920-х годов на смену пришли более успешные молодые режиссёры, среди которых был и сын Макино — Масахиро Макино.

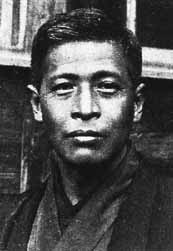
«Отец японского кино» Сёдзо Макино
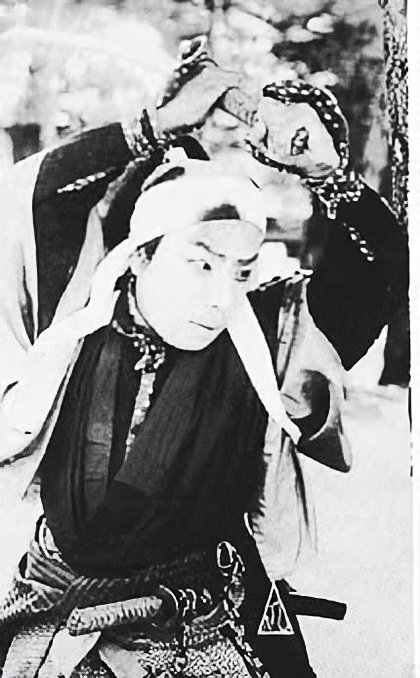
Мацуносукэ Оноэ, первая японская кинозвезда
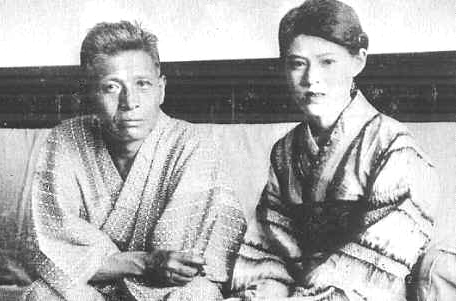
Сёдзо Макино со своей дочерью Тэруко, которая начала свою карьеру актрисы в детстве со съёмок в фильмах отца

### Реформирование японского кинематографа

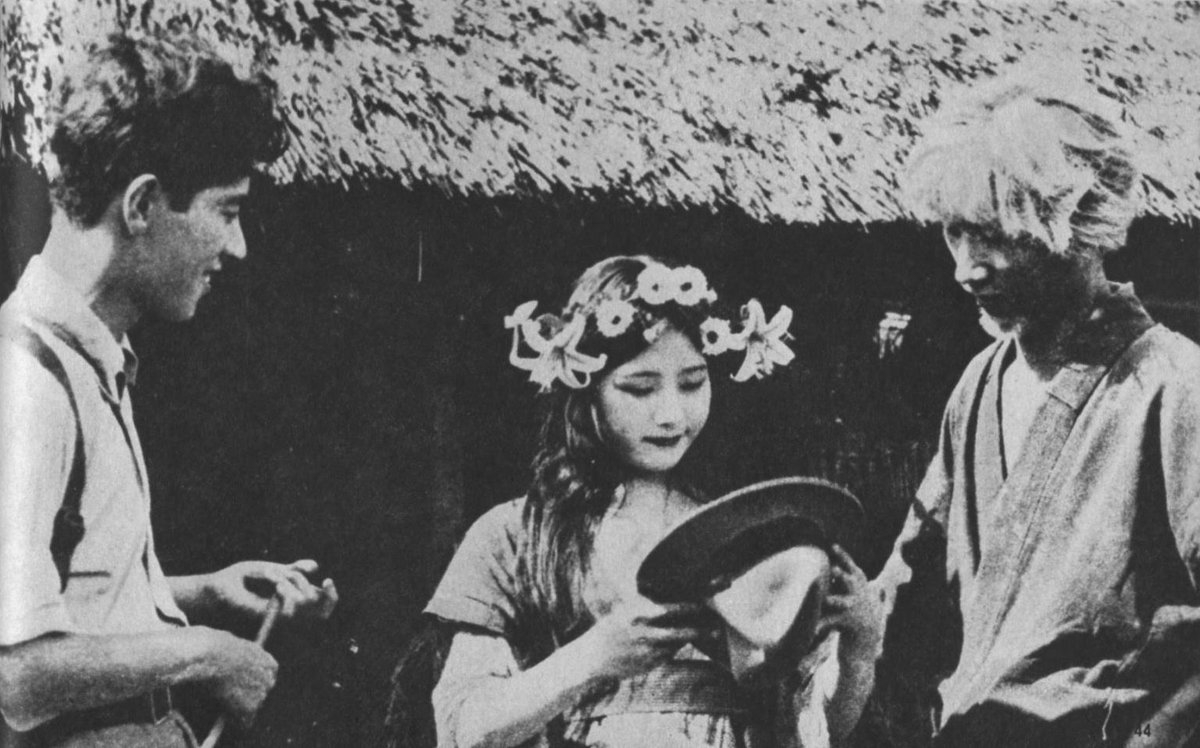
Кадр из фильма «Девушка с гор» (1919) Норимаса Каэриямы. Один из ранних фильмов с участием девушки-актрисы

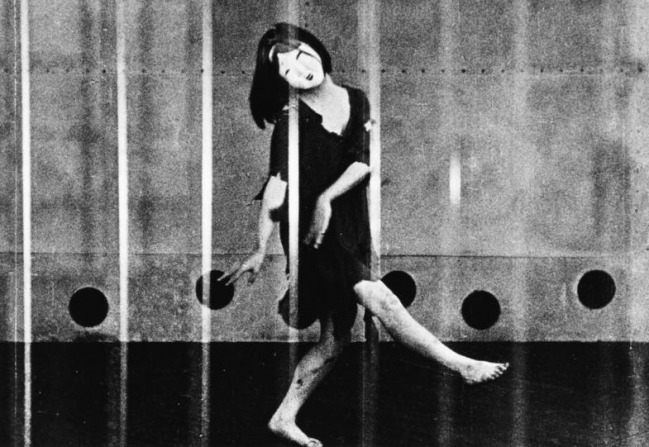
Танцовщица Эйко Минами в авангардном фильме «Страница безумия» (1926). Считается самым известным японским немым фильмом

В период между второй половиной 1910-х—началом 1920-х японское кино начинает претерпевать серьёзные изменения. Они связаны с «движением за чистый кинематограф», которое около 1917—1923 годов объединяло молодых кинематографистов, литераторов и театральных деятелей. Они желали реформировать кинематограф и превратить его в самостоятельное искусство, свободное от заветов предшествующих форм. Ключевыми фигурами движения выступали известный писатель и драматург Дзюнъитиро Танидзаки, режиссёр и теоретик кино Норимаса Каэрияма, театральный деятель Каору Осанай. Все они смотрели западный кинематограф и не обращали внимания на отечественные ленты. Они считали, что фильмы дзидайгэки с излишне театрализованной актёрской игрой и статичными кадрами уступали европейскому и американскому стилю. Изменить японский кинематограф, как мыслили участники «движения за чистый кинематограф», можно через введение новых приёмов монтажа и управление пространством, а также благодаря привлечению женщин-актёров и отказу от бэнси. В этом движении проявляется связь японской литературы и кинематографа, ведь катализаторами многих реформ стали именно писатели, которые критиковали современные им формы кино. Многие из них апеллировали к тому, что его форма мешала их работе. Например, рассказы мастеров бэнси немного различались из раза в раз, что приводило к тому, что один фильм не имел одного универсального текста. Таким образом, писатели стали первыми японскими кинокритиками, которые не только оценивали кино, но и помогали режиссёрам и студиям улучшать технологию съёми фильмов.

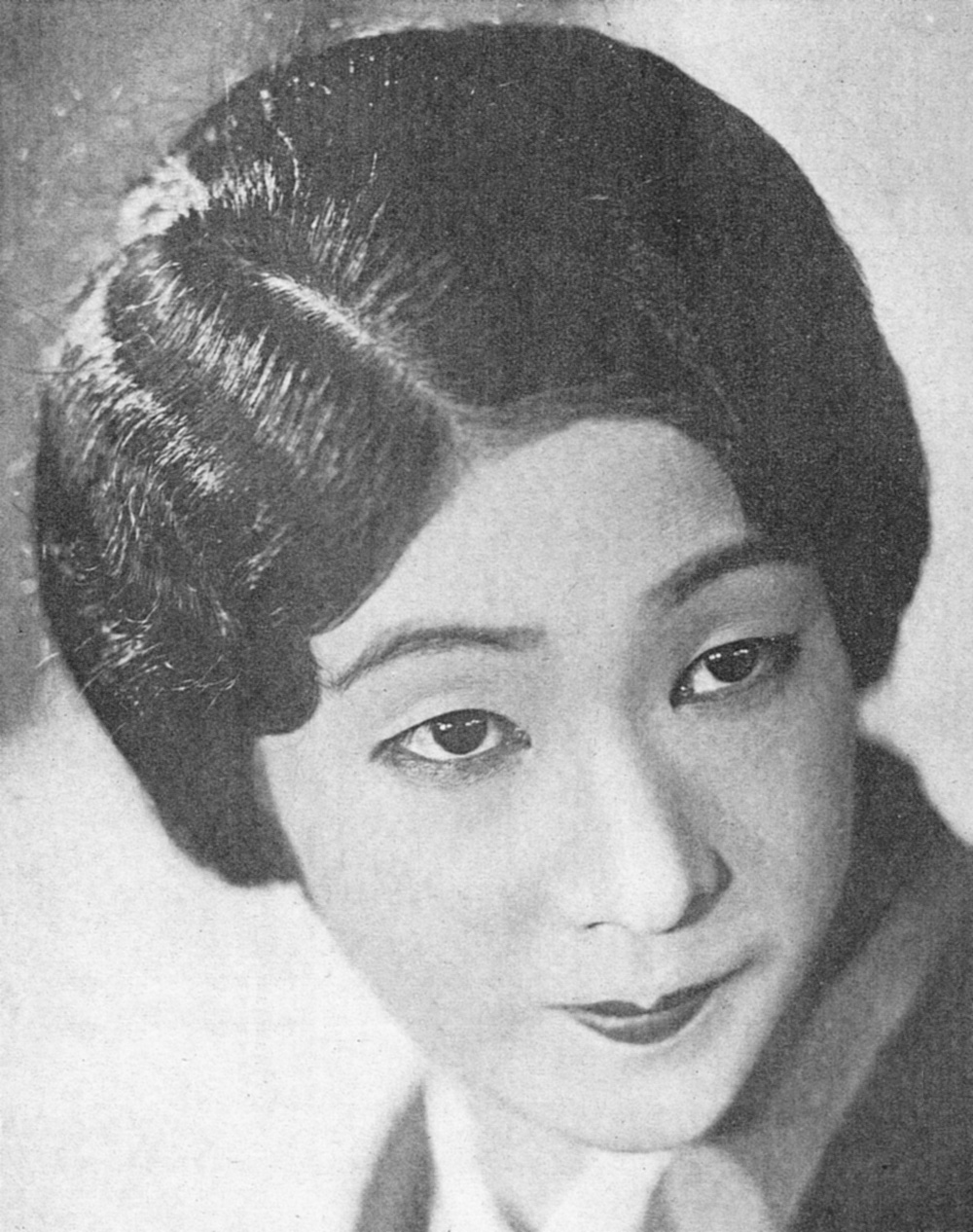
Сумико Курисима, первая женщина-звезда японского кино. С её появлением в фильме «Полевой мак» (1921) актрисы стали нормой в индустрии

Норимаса Каэрияма был одним из первопроходцев движения и пионером теории кино в Японии. В 1917 году он опубликовал свои измышления в книге «Кинодраматургическое творчество и методы киносъемки». Каэрияма воплотил свои идеи в жизнь, когда устроился на работу в Тэнкацу. Эта компания отделилась от Нинкацу ввиду внутренних разногласий и приступила к самостоятельной съёмке цветных фильмов. Каэрияма смог стать директором кинокомпании и начал работу над несколькими фильмами. В качестве актёров он приглашал уже не актёров синпа, а представителей новой школы сингэки, которая привносила в театр современные западные методы драматургии. Новые фильмы студии «Блистательная жизнь» и «Девушка с гор», выпущенные в 1918 году, снимались уже не в павильонах, а на природе; локации зданий создавались не в студийных помещениях — вместо этого арендовался жилой дом. Благодаря этому картинка стала более натуралистичной. В 1919 году оба фильмы вышли на экраны и получили смешанные отзывы: их критиковали за излишне западный дух, но в то же время критики восхищались свежестью кинематографических приёмов, применённых Каэриямой. Важным достижением Каэриямы было привлечение к съёмкам женщин-актёров вместо оннагата. Женщины спорадически появлялись в кинофильмах и ранее, но Каэрияма первым стал активно привлекать женщин. Одной из первых японских актрис стала Харуми Нанаяги, снявшаяся в «Блистательной жизни» и «Девушке с гор». В 1921 году вышел в прокат фильм Генри Котани «Полевой мак», в котором снялась Сумико Курисима. Зрители устали от оннагата и были впечатлены внешним видом Курисимы, благодаря чему она стала первой женщиной-звездой японского кинематографа, а привлечение актрис стало нормой.
Ещё одним видным представителем «движения» был Эйдзо Танака. Тогда на фоне интереса японского общества к русской культуре Танака, работавший режиссёром в Никкацу, снял фильм «Живой труп» (1918) по одноимённой пьесе Льва Толстого. Фильм в целом следовал устоявшимся принципам съёмки, в актёрская игре Акира Ивасаки чувствовал «естественность и свежесть, в значительной степени подрывавшие прежние каноны синпа». Были использованы такие приёмы, как смещение во времени, съёмка с движения и съёмка против света. Танака известен тем, что в своих фильмах, в отличие от коллег по движению, старался отражать жизнь простых японцев и актуальные для них проблемы. Так, в фильме «Галантерейная лавка Кёя» (1922) он показывает быт торговых городских окраин. Этот фильм примечателен также тем, что это одна из последних серьёзных картин, использующих актёров-оннагата.

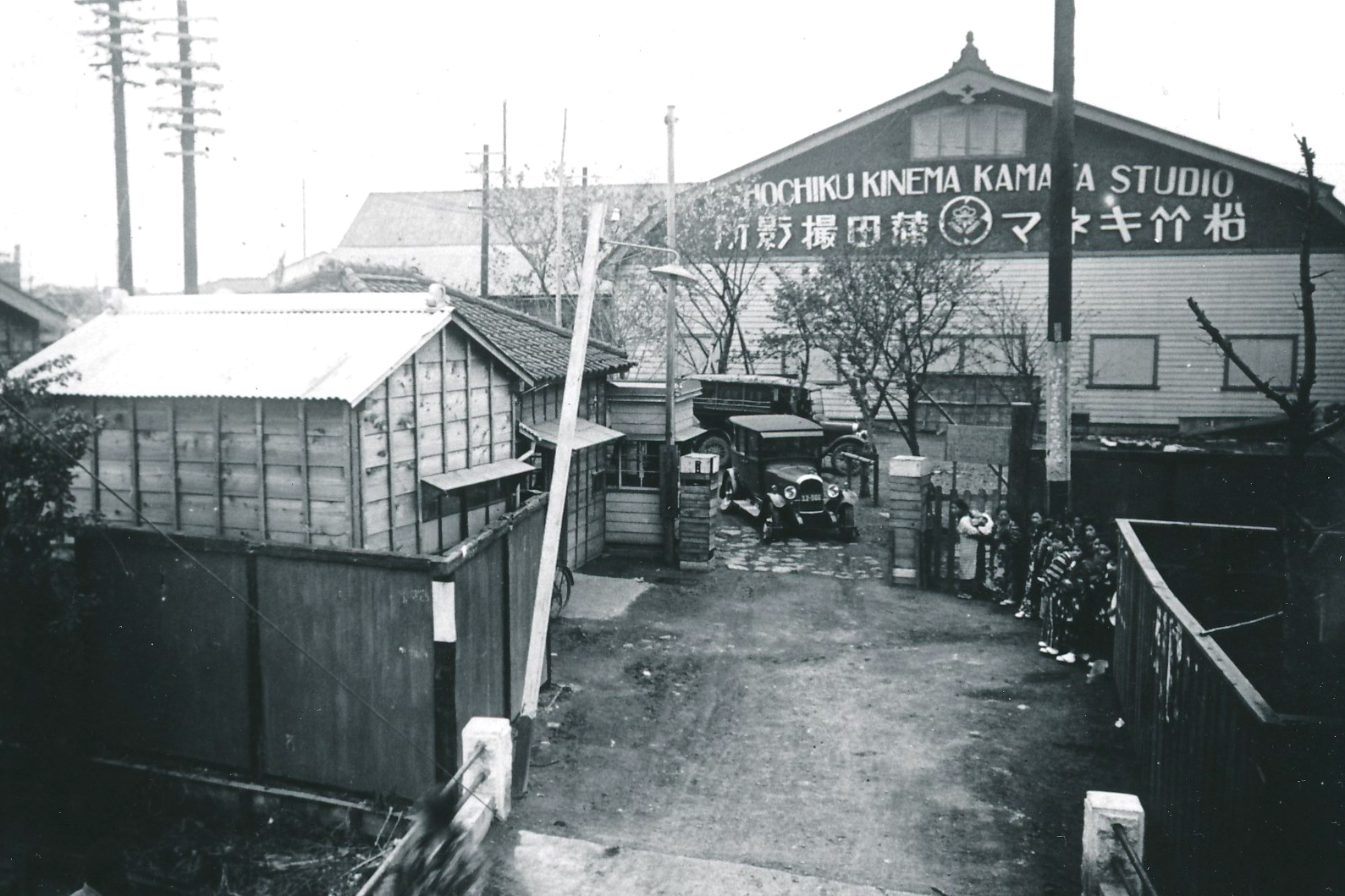
Фасад киностудии Сётику в Токио, 1920-е

В 1926 был выпущен первый независимый японский фильм под названием «Страница безумия», режиссёром выступил Тэйноскэ Кинугаса. Он не оказал сильного влияния на кинематограф в те годы, однако сегодня он является одним из самых известных японских фильмов эпохи немого кинематографа. «Страница безумия» — это авангардный фильм, повествующий о моряке, который устроился на работу в психиатрическую больницу, чтобы приглядывать за больной женой. Через экспериментальные приёмы монтажа, резко сменяющие друг друга кадры и причудливые декорации автор пытался передать психологическое состояние героя. Шарп отмечает, что это первая в мире попытка передать состояние психики исключительно через средства кино. Фильм обладал скромным бюджетом, актёры не получали гонорар и ночевали в павильонах. Шарп находит в фильме влияние европейского авангарда и немецкого киноэкспрессионизма, но Кинугаса заявлял, что на тот момент не видел немецких фильмов. Среди источников вдохновения он называл сочинения о монтаже советского режиссёра Сергея Эйзенштейна.
В сотрудничестве с «движением за чистый кинематограф» в 1920 году на базе театрального предприятия была основана кинокомпания Сётику. Её глава Такэдзиро Оотани поставил целью приблизить японский кинематограф к зарубежному уровню и сделать местные ленты востребованными по всему миру. Для достижения цели привлекались кадры с опытом работы за границей. Первые попытки модернизации кино не были удачными — зрители предпочитали мелодрамам привычные более динамичные исторические фильмы дзидайгэки. Всё изменилось, когда в 1924 году продюсером Сётику стал Сиро Кидо. При нём появился жанр сёмингэки, который показывал на экране повседневную жизнь людей из низшего среднего класса. Темами этих фильмов стали спорт, учёба, романтика, работа и т. д. Ныне утерянный фильм Ясудзиро Симадзу «Отец» (1923) стал первым в этом жанре. Сюжет фильма развивается вокруг взаимоотношений чемпиона по бейсболу и влюблённой в него девушки. Из сохранившихся фильмов типичными представителями сёмингэки стали «Маленький человек, старайся!» (1931) Микио Нарусэ и «Родиться-то я родился…» (1932) Ясудзиро Одзу. Вдохновляясь голливудскими лентами, видным японским режиссёрам удалось вызвать интерес публики к кино о повседневности.
К концу 1920-х годов удалось реформировать японский кинематограф: появились актрисы; усложнился монтаж; бэнси отходили на второй план, уступая место субтитрам. Однако представители «движения» отмечали, что японское кино всё ещё непригодно для экспорта зарубеж. Норимаса Каэрияма даже заявлял, что японское кино не выдерживает международной конкуренции ввиду расовой принадлежности японских актёров.

## Японское кино в 1930-х—1940-х гг

### Появление звукового кино. Соперничество кинокомпаний (1930-е гг.)

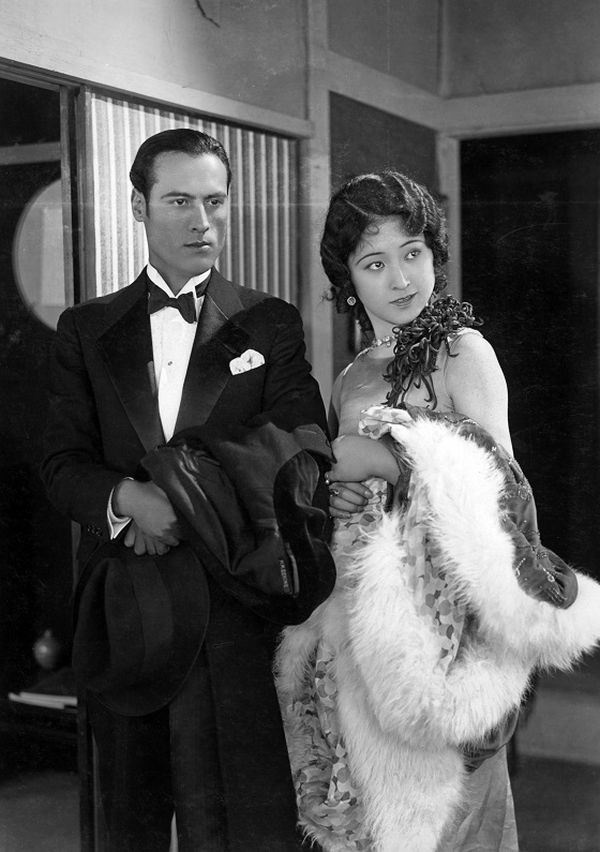
Ёсиэ Фудзивара и Фудзико Хамагути в фильме «Родина» (1930), одном из первых успешных звуковых фильмов

Япония начала 1930-е годы с войны. В 1931 году она вторглась в Манчьжурию, что переросло в японо-китайскую войну (1937—1945). В это десятилетие многие кинокомпании потеряли свои позиции и закрылись, оставив индустрию трём гигантам в лице Никкацу, Сётику и Тохо. С середины 1920-х в искусстве начинает развиваться культура левых движений, из которой вышла образованная в 1929 году Японская пролетарская лига кино («Прокино»). Это первая в мире организация, которая занималась документированием и освящением деятельности профсоюзов, забастовок, демонстраций. «Прокино» создавала собственные фильмы марксистской направленности. Организация распространяла свои работы по всей стране, демонстрируя их на передвижном оборудовании. Левые взгляды нашли отражение в так называемом «тенденциозном кино» (кэйко эйга). Эти фильмы рассказывали о несправедливости и социальном расслоении на форе тяжёлого экономического положения страны. Ввиду принятого в 1925 году закона о запрете распространения произведений, пропагандировавших коммунистическую идеологию, режиссёры не критиковали существовавший строй напрямую. В 1934 году «Прокино» была распущена под давлением полиции, кэйко эйга также прекратило своё существование, хотя заложенные в эти годы идеи время от времени возникали в будущем. И хотя ввиду цензурных ограничений режиссёры не могли открыто изображать социальные проблемы, как это происходило в Европе, японское кино стало обращать больше внимания на реальное японское общество.

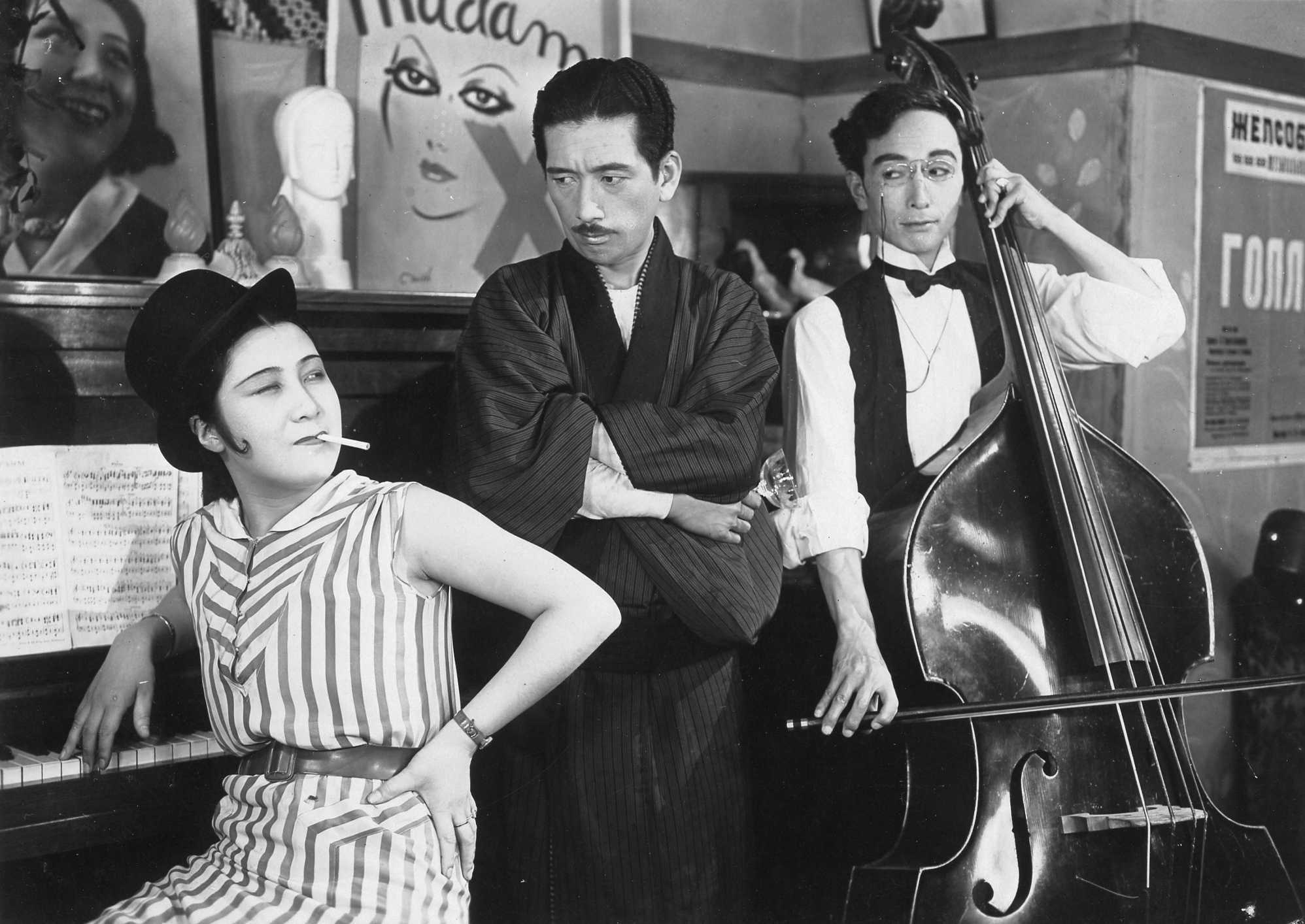
«Соседка и жена» (1931) — первый полностью озвученный японский фильм

Во второй половине 1920-х начались эксперименты по созданию звукового кино. В 1925 году предприниматель Ёсидзо Минагава приобрёл права на американскую систему фонофильма Ли де Фореста и переименовал её в «Мина токи». Менеджер компании Масао Тодзё попытался усовершенствовать технологию и создал «Истфон» по аналогии с западным Витафоном. В 1927 году был снят первый частично звуковой фильм «Рассвет», но из-за низкого качества он не был отправлен в прокат. В 1927—1930 на базе новых технологий снимается ряд короткометражных фильмов со звуковыми вставками, но в целом эксперименты считались неудачными. Среди них выделяется фильм «Родина» (1930), снятый Кэндзи Мидзогути для Никкацу. Фильм был вдохновлён успехом одной из первой звуковых западных лент «Певец джаза» (1927). По аналогии с ним на главную роль был приглашён известный певец-тенор Ёсиэ Фудзивара, чтобы он смог по ходу повествования несколько раз спеть. Картина не была полностью звуковой: в основном по ходу фильма играла музыка, а большая часть диалогов подавалась через интертитры. Тем не менее фильм имел большой успех, после этого кинокомпании начали серьёзно вовлекаться в производство звукового кино. Актёрам и режиссёрам было трудно справляться со звуковым кино: приходилось всё время решать проблемы излишних эха и шума. Опытная актриса Сидзуэ Нацунава жаловалась, что ей было трудно одновременно следить за собственной мимикой и озвучивать реплики.
Первым полностью звуковым японским фильмом стала «Соседка и жена» (1931) Хэйноскэ Госё, снятая компанией Сётику. В центре картины история писателя, который в надежде найти вдохновение переезжает в тихий пригород. Его работе мешает оказавшийся по соседству джаз-оркестр. Зрители с одобрением и интересом отнеслись к рецепции американской культуры в виде джаза. Звуковое кино быстро развивалось и уже к середине 1930-х все крупные компании отошли от немых фильмов. Дольше всех скептически к новой технологии относился известный японский режиссёр Ясудзиро Одзу, но и он в 1936 снял свой первый звуковой фильм. Последний немой фильм был снят в 1938 году, до этого момента мелкие студии пытались продолжать снимать немые фильмы, так как не могли позволить дорогостоящее оборудование для звуковых фильмов, но они не выдержали конкуренции с крупными компаниями. С проблемами столкнулись также терявшие работу бэнси и музыканты. Когда значимая часть выходивших фильмов были звуковыми, бэнси пытались перекричать их или вовсе комментировать фильмы с выключенным звуком так, будто это немое кино. Их необходимость обосновывалась объяснением иностранных фильмов, что стало неактуально после показа в 1931 году фильма «Марокко» Джозефа фон Штернберга с японскими субтитрами. С проблемами столкнулись кинотеатры и экспортёры, занимавшиеся зарубежными фильмами. У японцев было меньше желания смотреть иностранные фильмы на неизвестном им языке. Тогда Fox Film попыталась снять и показать японскую версию «Человек, который вернулся» (1932) Рауля Уолша, но фильм провалился: компания не смогла найти профессиональных дублёров, которые пытались бы следить за губами героев, и говорили бы на современном живом японском, поскольку актёры дубляжа искались в США, а не Японии.

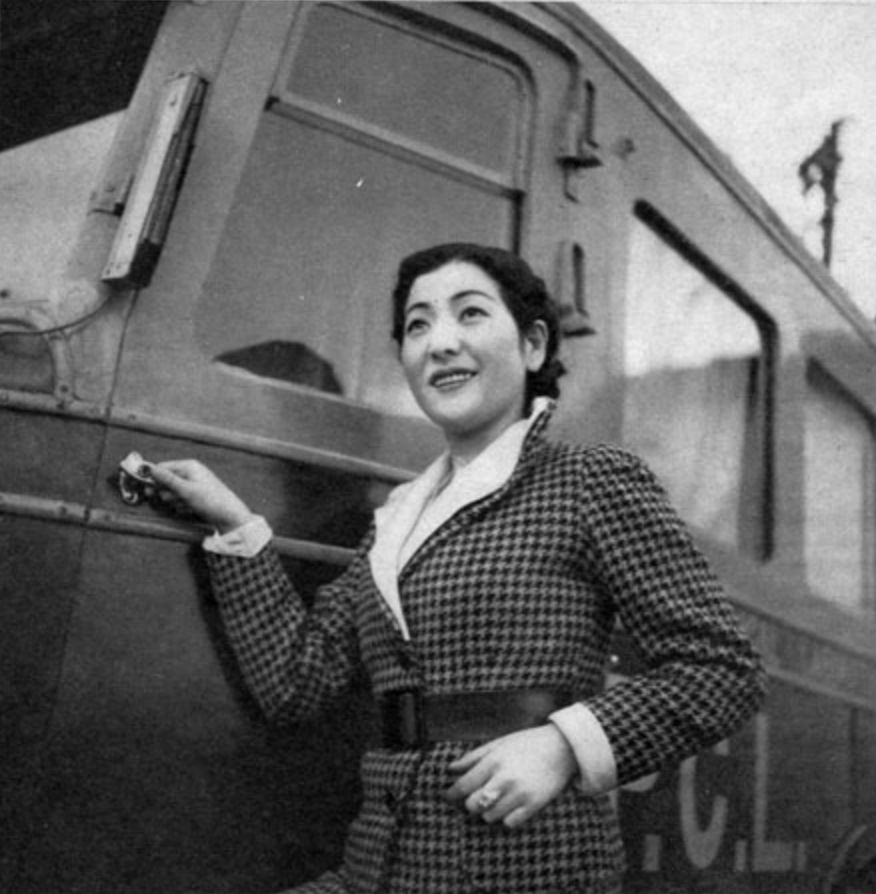
Актриса Сатико Тиба позирует для журнала «Эйга-но-томо» на фоне автомобиля с логотипом PCL. 1936 г.

В этот период Ясудзиро Одзу, будущий классик мирового кинематографа, получил признание как мастер «сёмингэки». В 1930-е годы его фильмы неоднократно получали премии Кинэма Дзюмпо за лучший фильм, три их них были немыми. Это «Родиться-то я родился…» (1932), «Каприз» (1933) и «История о плывущих водорослях» (1934). В одно время с Одзу трудился молодой режиссёр Садао Яманака, который реформировал жанр дзидайгэки, наделив классических героев жанра современными чертами поведения. Его последний и самый известный фильм — «Человечность и бумажные шары» (1937). Фильм показывает тяжёлую жизнь самурая и его жены, которые пытаются найти средства к существованию. Особенность этого фильма в том, что он адаптирует сёмингэки под исторические реалии. Одним из классических фильмов в жанре сёмингэки стала «Соседка Яэ-тян» (1934) Ясудзиро Симадзу. Важной фигурой кинореализма был Тому Утида. «Земля» (1939) стал одним из его самых влиятельных фильмов. Никкацу, в которой он работал, отказалась от съёмок фильма, но Утида начал работать над ним в тайне, используя бюджет и аппаратуру от других проектов. Компания согласилась выпустить фильм, и неожиданно для них он добился большого коммерческого успеха и получил премию Кинэма Дзюмпо.
1930-е годы были проблемными для кинокомпаний. Никкацу решила последовать за успехом Сётику и в 1932 году объявила о намерении снимать звуковое кино, однако компания столкнулась с забастовкой бэнси. Экономические последствия были настолько тяжёлыми, что им пришлось закрыть все студии. Чтобы выполнить обязательства перед прокатчиками, компания заказывала иностранное кино. Она смогла устоять на плаву, но ввиду совокупности управленческих проблем компания оставалась в трудном положении. Многие звёзды тогдашнего экрана ушли из Никкацу в другие компании или основали свои. Сётику оставалась крупнейшей компанией, но тоже пострадала от оттока важных кадров, и для этого в начале 1930-х годов при тайной финансовой поддержке Сётику были основаны дочерние компании «Синко» и «Дайити эйга» для монополизации рынка и привлечения новых кадров. Сётику надеялась благодаря им ухудшить положение Никкацу, но им обеим помешал стремительный рост Тохо. Она уходит корнями в 1929 год, когда возникло предприятие PCL (англ. Photo Chemical Laboratories, «Фотохимическая лаборатория»). Первоначально новая компания планировала проводить лабораторную работу, но стала основывать студии для работы со звуком. Никкацу не смогла договориться с ними о производстве фильмов на их студиях, после чего PCL решила сама создавать фильмы, начав с рекламных музыкальных роликов для своих спонсоров. Подобная судьба была у компания J. O. Company из Киото, которая так же занималась рекламными роликами. В 1935 году предприниматель Итидзо Кобаяси приобрёл обе студии и через год основал компанию Тохо для распространения фильмов, снятых его студиями. Успех Тохо объясняется так называемой «продюсерской системой». В других компаниях за производством следили главы студий, которые таким образом брали на себя роль продюсеров. В Тохо же продюсеры подчинялись производственному отделу, который рассматривал и утверждал их идеи. И именно продюсеры имели власть в процессе съёмок: при необходимости они меняли сценарий, актёрский состав, персонал и т. д. Также Тохо успешно развивала свои активы. Она обладала меньшим количеством кинотеатров, чем конкуренты, но они находились в крупных городах и обладали крупными залами на несколько тысяч человек. К тому же кинотеатры были в полной собственности копании, благодаря чему в них демонстрировались только продукты Тохо. В 1937 году Никкацу, Сётику, Синко и Дайто выдвинули всем кинотеатрам Японии совместный ультиматум: если они не перестанут показывать фильмы Тохо, то они откажутся отдавать в прокат свои ленты. Однако борьба кинокомпаний за кинотеатры прервалась вмешательством государства.

### Кинематограф военного времени (1937—1945)

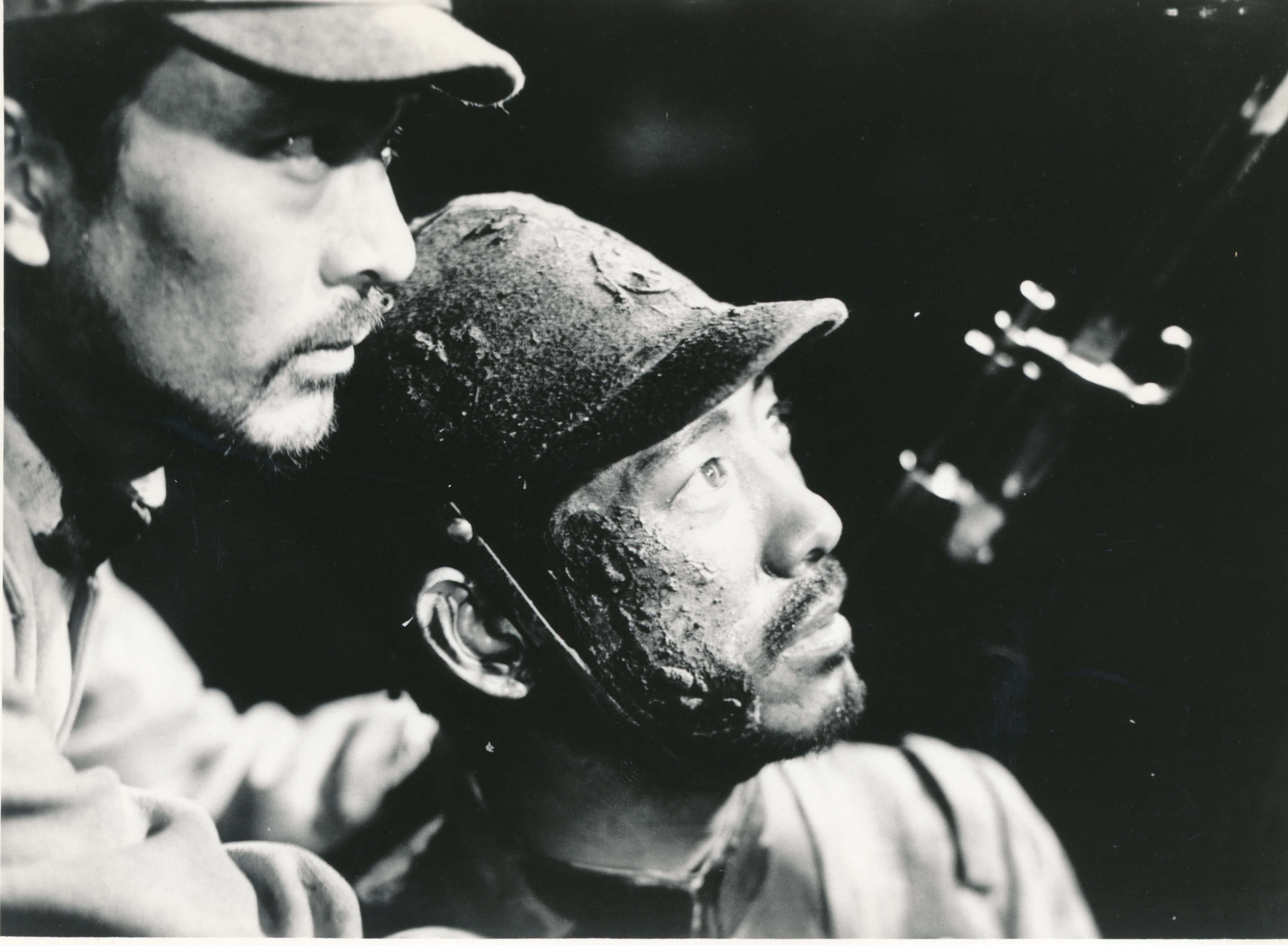
Кадр из фильма «Пятеро разведчиков» (1938), один из первых японских военных фильмов

Японская империя начала сотрудничать с Нацистской Германией, в том числе в области кино. Первым совместным проектом стал фильм «Дочь самурая» (1937) в соавторстве двух режиссёров — Арнольда Франка и Мансаку Итами. Японское правительство начало активнее интересоваться кинематографом как средством консолидации населения. Для контроля за индустрией ещё в 1934 году был создан «Контрольный комитет в области кино» под руководством премьер-министра Кэйсукэ Окады, а позже — Киноассоциация великой Японии, но кинематографисты не желали сотрудничать с этими органами. Чиновник Такэбаяси Микио публично призывал к законодательному регулированию киноиндустрии. На основе его проекта был написан и принят в 1939 году закон о кино, который ужесточил цензуру и практически полностью подчинил киноиндустрию власти государства. Закон о кино предписывал регистрацию режиссёров, актёров и операторов; сокращал показ иностранных лент; вводил процедуру согласования сценария до начала съёмок; обязывал кинотеатры показывать патриотичные фильмы и т. д. Закон о кино был отменён после капитуляции Японии в 1945 году. В 1940 году правила ужесточились, на этот раз под запрет среди прочих попали фильмы с демонстрацией индивидуального счастья; курящих и пьющих женщин; с использованием иностранных слов. Была запрещена демонстрация роскошных вещей, поощрялись фильмы о сельской местности. Японский исследователь Наоми Гинодза видит в этом стремление японского правительства не допускать изображение социального расслоения, и сгладить на экране разрыв между городом и селом. Кроме нескольких успешных проектов вроде «Лошади» 1941 года японским кинематографистам не удалось достичь коммерческого успеха в этом направлении. Однако место действия в фильмах 1940-х всё дальше отходило от Токио. Всё чаще в качестве локаций выбирались провинциальные города и деревни.
Несогласные с законом о кино деятели арестовывались, в то время как большинство согласилось работать в новых условиях. Они надеялись, что закон поможет им избавиться от конкуренции. Наложенные на Японию санкции образовали дефицит киноплёнки, который привёл к реструктуризации всей отрасти. В 1941 году правительство пригласило владельцев Тохо и Сётику на совещание, где были выработаны новые условия, согласно которым многие компании принудительно слились с Сётику и Тохо, в то время как Никкацу, Синко и Дайто образовали Дайэй. Каждая из трёх компаний могла выпускать только два фильма в месяц. Подразумевалось, что если компании будут выпускать меньше фильмов, то они сэкономят плёнку и повысят качество продукта. Тохо занимала лидирующие позиции в выпуске военных фильмов, в то время как Сиро Кидо, лидер Сётику, не поддерживал новый курс и сконцентрировалась на создании мелодрам. Правительству было проще продавливать свою волю в системе из трёх компаний. Из них больше всего пострадала Никкацу, которая была обязана транслировать множество фильмов других кинокомпаний в своей обширной сети кинотеатров.
Пропагандистские фильмы военного времени называются кокусаку эйга (яп. 国策映画, Фильмы о национальной политике). По мере приближения к окончанию войны количество кокусаку эйга увеличивалось вместе с уменьшением развлекательных фильмов. Резкий рост количества военных фильмов пришёлся на 1942—1945 годы после атаки на Перл-Харбор. Эти фильмы прославляли успехи японских военных не только в Китае, но и на всём Тихоокеанском театре военных действий. Одним из известных примеров стали «Морские сражения в районе Гавайских островов и Малайского архипелага» (1942), «Тотальная атака на Сингапур» (1493), «Стреляй в то знамя!» (1944). Японо-китайская война 1937—1945 годов стала первым серьёзным вооружённым конфликтом, с котором столкнулся уже развитый японский кинематограф. До этого момента военные фильмы практически не выпускались. Начиная с 1937 года компании начали снимать фильмы, посвящённые боевым действия в Китае. Одним из первых серьёзных японских военных фильмов стали «Пятеро разведчиков» (1938) Томотака Тадзаки. Сюжет повествует о группе имперских солдат, отправившихся на опасную разведывательную операцию вглубь китайских позиций. Как отмечают киноведы, первые японские военные фильмы были лишены ультранационализма. Они выдержаны в духе гуманизма, режиссёры старались не представлять китайцев в образе врагов японской нации. Японские фильмы о войне отличались от западных. Американский антрополог Рут Бенедикт отмечала, что они были настолько пропитаны сценами страданий солдат и ужасов войны, что будь эти фильмы американскими, их сочли бы антивоенными. Таким образом режиссёры пытались вызвать у людей сочувствие и благодарность японцев перед солдатами. А изображению врага чудовищным посвящалось меньше внимания, по этой причине в Японии почти не снимали шпионские фильмы для повышения бдительности перед иностранцами. Однако больши́е разногласия в японском обществе вызвал фильм «Армия» (1944) из-за финальной сцены с рыдающей материю, провожающей сына на войну. Но японский историк кино Инкхико Ёмото настаивает, что и этот фильм не продвигал антивоенных настроений.

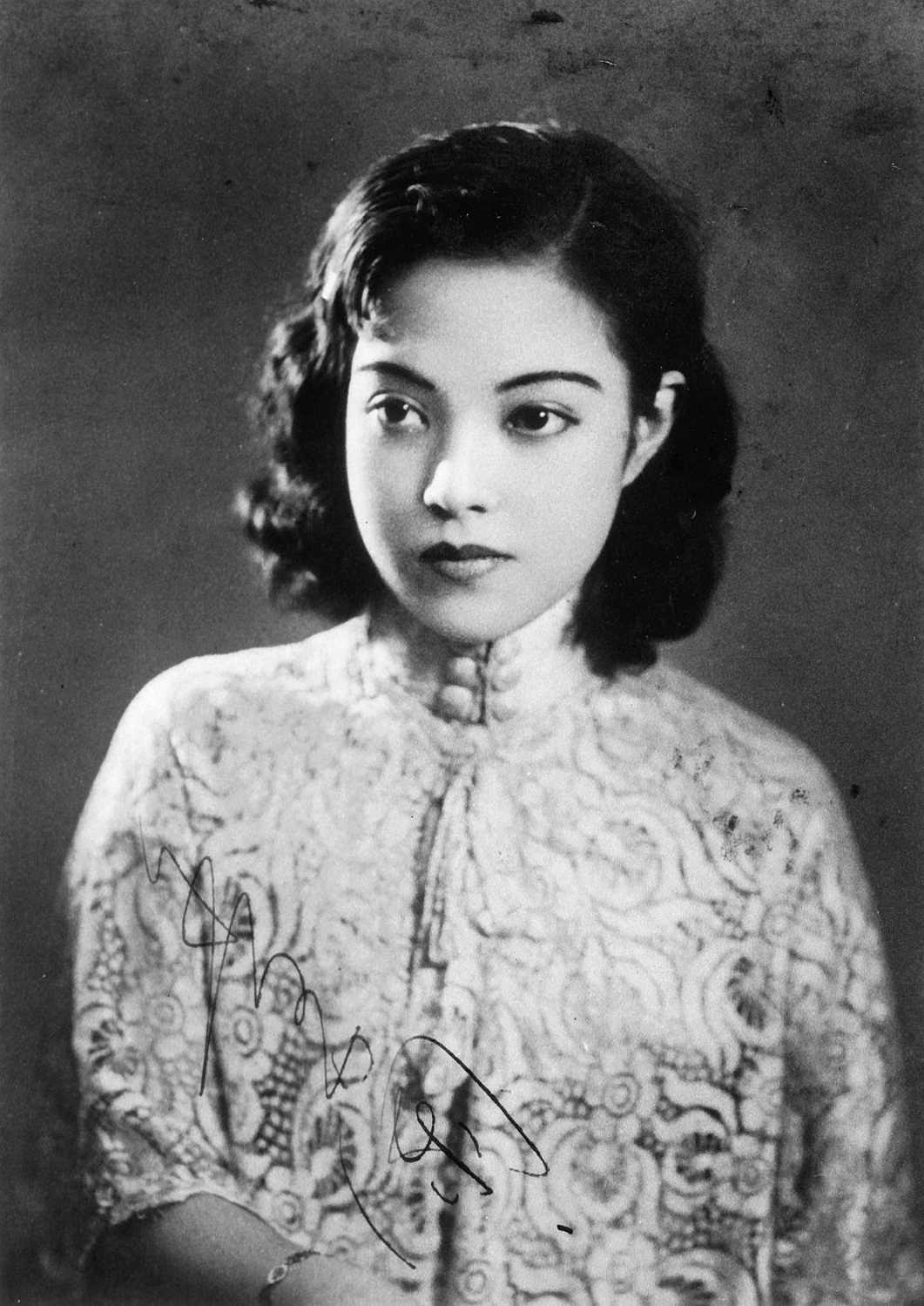
Известная актриса Ёсико Ямагути, которая использовалась японской пропагандой

В ноябре 1942 года правительство Тодзё создало Министерство по делам Великой Восточной Азии, которое курировало политику Японской империи на оккупированных и колонизированных территориях. В фильмах, которые выходили после этого (например, в «Войне на море…»), стала продвигаться идея Великой восточноазиатской сферы сопроцветания. Однако по мере усложнения позиций Японии на фронте интерес к фильмам о Великой Восточной Азии угасал. Эти фильмы демонстрировали стремление японцев освободить азиатские народы, но Наоми Гинодза утверждает, что эти фильмы плохо отражали национальные особенности местных людей. Одним из пропагандистских фильмов того времени был «Вперёд, под знамёна независимости!» 1943 года. Фильм рассказывал о совместной борьбе японцев и индийцев против Британской империи. Из-за того, что на фильм влияли цензоры и военные, не разбиравшиеся в кино, из него были вырезаны романтические и комедийные элементы. Как результат, он провалился в прокате, а критики сочли, что он недостаточно отвечает пропагандистским целям и не может быть экспортирован в страны Восточной Азии.
Для того, чтобы создать связь между японцами и далёкими фронтами в Китае, по настоянию правительства начали сниматься так называемые «фильмы о материке». Они рассказывали о жизни японских переселенцев в Китае (прежде всего в Маньчжурии), отношениях между японцами и китайцами. Такие фильмы, как «Китайская ночь» (1940), стали очень популярны благодаря актрисе Ёсико Ямагути. Она из японской семьи, но родилась в Маньчжурии и стала известна под китайским псевдонимом Ли Сянлань. Благодаря свободному владению мандаринским китайским власти представляли её в Японии как китаянку, симпатизировавшую Японской империи. Таким методом они пытались создавать чувство восточноазиатского единства. После войны китайское правительство осудило её за коллаборационизм, однако впоследствии обвинения были сняты, когда выяснилось, что она не китаянка. Песни, которые она исполняла в фильмах, быстро стали хитами. Ямагути стала исполнять их вживую, и одно из выступлений 11 февраля 1941 года в Токио спровоцировало единственные в Японии военного времени беспорядки, когда тысячи не сумевших попасть в кинотеатр людей столпились на улицах.
Одним из самых значимых режиссёров, дебютировавших в период войны, стал Акира Куросава. Первым его фильмом стал «Гений дзюдо» (1943). С него началась постоянная тематика творчества Куросавы — поиск истины и просветления. Перед окончанием войны режиссёр планировал работать над экранизацией истории Жанны д’Арк, но работа так и не состоялась. Трудившийся в те же годы Масахиро Макино научился обходить государственную политику. Он переносил места действий и биографии персонажей адаптируемых произведений в актуальные для Японии реалии. Например, фильм «Опиумная война» (1943), повествующий о борьбе китайцев с Британской империей, на первый взгляд являлся антибрианской пропагандой. Однако в действительности фильм был адаптацией картины американского режиссёра Дэвида Гриффита «Сиротки бури». Таким образом Макино отдал честь коллеге из вражеского государства.

## Кино времён оккупации

### Политика американских оккупационных властей
За несколько месяцев до поражения Японии многие компании начали уничтожать фильмы военного времени. Они опасались, что плёнки будут использованы в качестве доказательств для обвинения их создателей в военных преступлениях. 15 августа 1945 года Япония объявила о капитуляции после атомных бомбардировки Хиросимы и Нагасаки, которая также уничтожила многие ленты. После бомбардировок все кинотеатры страны были закрыты. 28 августа началась американская оккупация Японии. Индустрия действовала на упреждение оккупационным войскам: 22 августа кинотеатры были вновь открыты, но патриотические и военные фильмы были под запретом. 27 августа 1945 года в Японию прибыли оккупационные войска во главе с генералом Дугласом Макартуром; в тот же день было создано Управление гражданской информации и просвещения, которое контролировало культурную и идеологическую сферу страны. 22 сентября Управление собрало представителей всех киностудий, чтобы изложить разрешённые темы для кинопродукции: мирное восстановление Японии, интеграция японских военных в гражданскую жизнь, уважение к правам человека, свободе слова, эмансипация женщин и т. д. В ноябре появился и список запрещённых тем: милитаризм, месть, национализм, презрительное отношение к жизни, поощрение самоубийства, насилие и т. п. Что касается уже снятых фильмов, Управление просмотрело 500 лент и приказало уничтожить около половины. Хотя и заявлялось, что это были лишние копии, а оригиналы будут сохранены в Библиотеке Конгресса, киновед Дональд Ричи допускает, что вместе с копиями уничтожались и оригиналы. Оставшиеся в Библиотеке оригиналы были возвращены в Японию после оккупации.
Дуглас Макартур начал зачистку индустрии от неугодных деятелей киноискусства. К наказанию приговаривались лица, работавшие над военными фильмами. Многие арестованные и отстранённые деятели индустрии вскоре были отпущены и реабилитированы. Они были разделены на три категории «военных преступников» по степени вины и наказанию:
- A: запрет на работу в индустрии. Кидо Сиро из Сётику; Хори Кюсаку, глава Никкацу; Кан Кикути из Дайэй вместе с другими 20 людьми.
- B: временное отстранение от работы в кино. Кинопродюсер Нагамаса Кавакита и ещё 9 людей.
- C: «рефлексия» над прошлыми поступками. Режиссёры Кадзиро Ямамото и Кодзабуро Ёсимура и ещё несколько человек[84].

Японским режиссёрам не позволялось снимать военнослужащих, английские вывески, уничтоженные войной кварталы. Но несмотря на совокупность запретов, большая часть японских режиссёров считала этот период более свободным в сравнении с давлением японского правительства ранее. Акира Куросава утверждал, что ни один из американских цензоров «не относился к нам (режиссёрам) как к преступникам, как это делали японские цензоры».

### Новые темы и вызовы
Режиссёры были вынуждены изменить вектор творчества и сотрудничать с оккупационными властями при создании фильмов. В 1946 году вышел фильм Акиры Куросавы «Без сожалений о нашей юности», который повествует о сельской девушке, которая вышла замуж за участника антивоенного движения. Её муж умер в тюрьме, и ей приходится сталкиваться с нападками местных патриотически настроенных жителей. В фильме снималась Сэцуко Хара — в послевоенные годы её образ стал ассоциироваться с дорогой к новому будущему. Так, в фильме «Бал в доме Андзё» (1947) Кодзабуро Ёсимуры она сыграла роль дочери аристократа, разорившегося после войны. Главный мотив фильма — приспособиться к новым реалиям. В 1946 году вышел фильм Фумио Камэи «Трагедия Японии», который критиковал императорское правительство. Он возлагал ответственность на правительство, которое обмануло простой народ. Фильм был запрещён оккупационными властями.
23 мая 1946 на экраны вышли сразу два фильма, впервые демонстрирующие сцену поцелуя. В работе Ясуси Саски «Двадцатилетний юноша» поцелуй был показан открыто. Это вызвало неоднозначную реакцию публики, поскольку до этого сцены поцелуев не снимались и вырезались из зарубежного кино. Компании, которые сталкивались с критикой подобных противоречивых сцен, апеллировали к свободе слова и демократии. Начали сниматься фильмы, восхвалявшие женщин. Например, Кэндзи Мидзогути снял фильм «Торжество женщины» (1946) о профессиональном адвокате-женщине. А в 1947 году вышел фильм «Замужество» Кэйсукэ Киноситы, где девушка добивается от семьи права выйти замуж за того, за кого она хочет.

### Профсоюзное движение. Забастовки Тохо

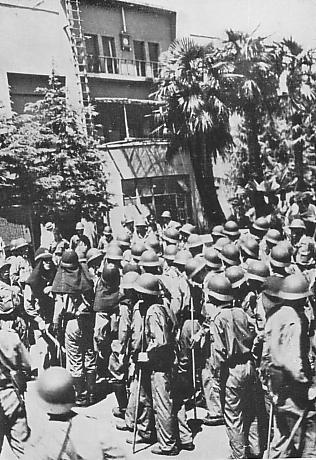
Японская полиция и ВС США у студии Тохо, в которой забаррикадировались бастующие члены профсоюза. 19 августа 1948 года

Тохо стала самой успешной компанией в первые годы оккупации, поскольку компания шла в ногу с новой политикой и быстро перешла с военных фильмов на иные темы. Однако вскоре она столкнулась с проблемами, вызванными появлением профсоюзов. Отныне объединения работников киноиндустрии и забастовки стали организованными, и Тохо столкнулась с тяжёлым кризисом. В 1945 году профсоюз Тохо добился повышения зарплаты, однако работники сочли надбавку слишком маленькой. Так началась первая забастовка работников Тохо, участники которой через 15 дней добились выполнения своих условий. 15 октября 1946 года из-за инфляции началась вторая забастовка. Руководство Тохо было готово пойти на уступки, однако лидеры профсоюзного движения Японии решили провести эксперимент с длительными забастовками и выдвижением новых требований. Сётику и Дайэй быстро решили разногласия со своими профсоюзами, однако Тохо стал их жертвой. Профсоюз требовал восьмичасовой рабочий день, повышение зарплаты, обязательных консультаций с ним по вопросам производства и политики Тохо. Вторая забастовка закончилась в 1946 году, когда глава компании Ёсио Осава был готов пойти на уступки дать профсоюзу представительство в управлении, но он был объявлен военным преступником, что парализовало управление Тохо, оставленное неопытным сотрудникам.
Профсоюз добился сокращения числа выпускаемых фильмов до 13 в год, но увеличил их бюджет в 2—3 раза. Компания начала нести убытки из-за новой политики. Профсоюз намеренно затягивал заседания до ночи, чтобы измотать нервную систему руководства компании и не дать им эффективно сражаться с профсоюзом. Возможно, эти заседания стали причиной смерти нового президента Тохо Катамару Танабэ, который подал в отставку через 8 месяцев из-за болезни и вскоре скончался. На этом фоне многие режиссёры и актёры начали разочаровываться в профсоюзе: высокие зарплаты отдаляли их от рабочего класса, а также они понимали, что политика профсоюза в отношении Тохо — лишь тактический эксперимент. Вследствие этого многие работники переходили в конкурирующие Второй и особенно Третий профсоюз, набравший около 450 членов. Последний был сформирован вокруг «Флага десяти» — объединения десяти звёзд Тохо, не согласного с политикой Первого профсоюза. Среди них были Кадзуо Хасэгава, Сэцуко Хара, Сусуму Фудзита и другие. Руководство определило их в отдельное структурное подразделение и поручило снимать по фильму в месяц. В 1947 году они основали новую компанию Синтохо (яп. 新東宝, Новая Тохо).
После отставки Танабэ в 1947 году компанию возглавил Тэцудзо Ватанабэ. Он объявил о переизбытке работников и об увольнении около 1200 человек, включая членов профсоюза. Профсоюз предложил вернуть количество выпускаемых картин в год, как и хотел Ватанабэ, в обмен на прекращение увольнений. Отказ Ватанабэ спровоцировал третью забастовку. В апреле 1948 года несколько тысяч членов левых организаций и сотрудников Тохо, включая уволенных, пришли на работу, захватили склад кинокамер и возвели баррикады вокруг студийных сооружений, руководство компании оттеснили от стен Тохо. 1 мая сотрудники устроили праздник в студии и объявили о прекращении работы на месяц с сохранением зарплат. Руководство Тохо не выплатило зарплаты бастующим работникам, после чего многим пришлось искать новую работу. Сотрудники, желавшие закончить забастовку и вернуться к работе, создали новый профсоюз и стали носить синие значки, чтобы отличать себя от изначального профсоюза — они начали надевать красные значки. «Красный» профсоюз возвёл баррикады с колючей проволокой вокруг студии в ожидании членов «синего» профсоюза. Суд предписал профсоюз прекратить вмешиваться в производственный план и впустить в студию руководство, но он отказался выполнять постановление. 19 августа 1948 года у студии собрались 2000 полицейских, рота кавалерии ВС США, подошли бронемашины и танки. В итоге профсоюз впустил полицию тем самым завершили забастовку. Из-за финансовых трудностей Тохо была вынуждена отказаться от собственного производства и стала прокатной компанией.

## «Золотой век» японского кино (1950-е)

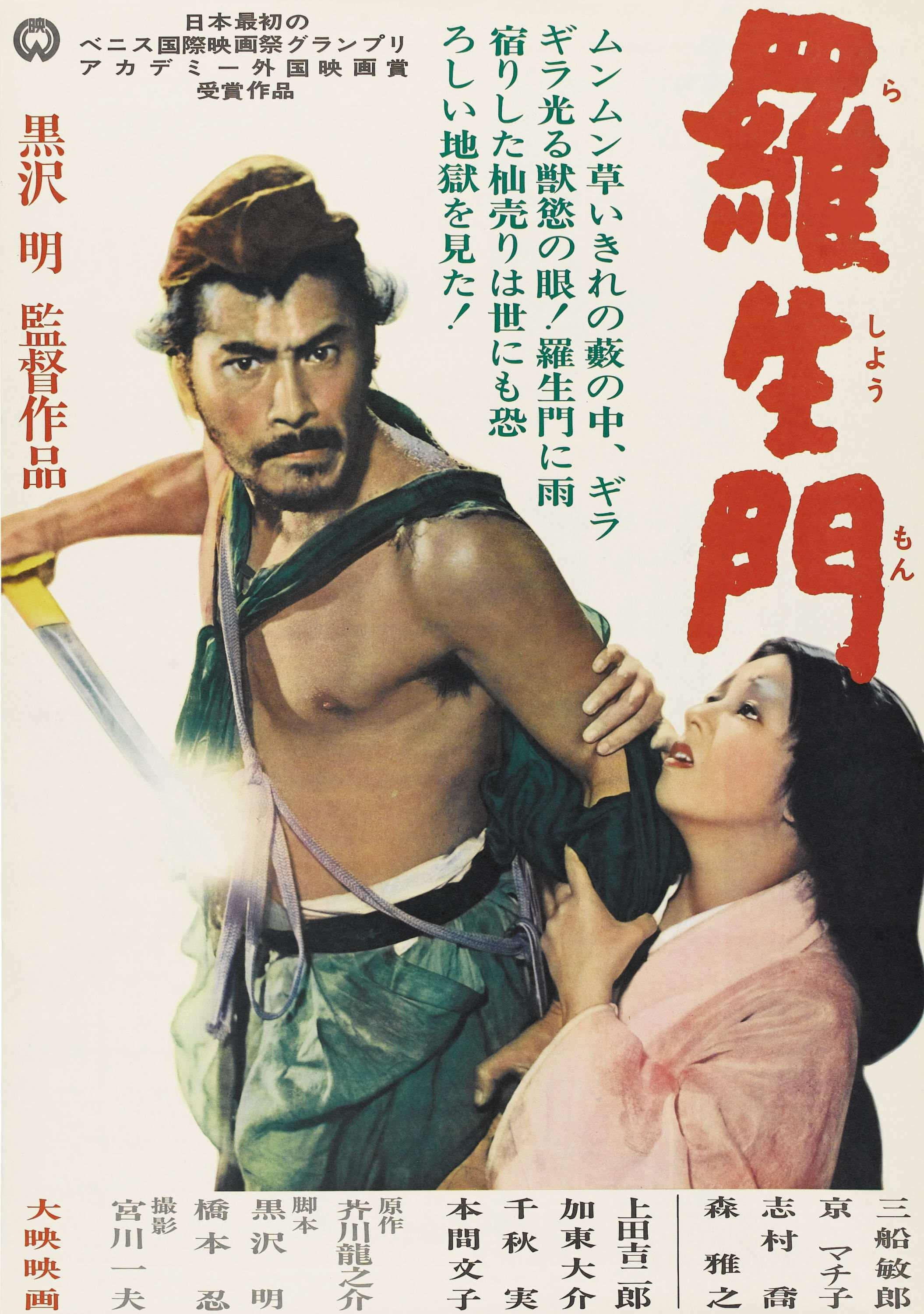
Постер к переизданию фильма «Расёмон» (1950) Акиры Куросавы, который выдвинул японский кинематограф на мировой уровень

Послевоенное десятилетие японского кинематографа принято называть «золотым веком». В 1950-е годы японский кинематограф выходит на международный уровень. Отдельные ленты были признаны за рубежом и ранее, но после выхода в 1950 году фильма «Расёмон» Акиры Куросавы Япония стала известна как страна кино, а с её произведениями познакомились многие европейские и американские зрители. Сценарий «Расёмона» основан на двух рассказах Рюноскэ Акутагавы — «В чаще» и «Ворота Расёмон». Сюжет повествует об изнасиловании женщины и убийстве её мужа в лесу, о чём рассказывают свидетели происшествия. Сценарист Синобу Хасимото ввёл революционный приём, называнный эффектом Расёмона, который заключается в том, что события подаются через ненадёжные показания очевидцев, которые могут быть правдивыми, ложными и противоречивыми. Этот приём впоследствии использовался многими режиссёрами по всему миру. В 1951 году «Расёмон» получил главный приз Венецианского кинофестиваля, а годом позже — Почётную награду «Оскар» за лучших фильм на иностранном языке.
В этот период закончилось давление цензуры, которая не позволяла освещать тему атомных бомбардировок. Эта тема сразу стала популярная среди деятелей киноиндустрии. В 1952 году вышел фильм «Дети Хиросимы» Канэто Синдо. Тема войны в целом отражалась в кино по-разному: фильмы, которые просто показывали ужасы войны и милитаризма, стали более остро и сложно драматизировать события военных лет. Фильм «Прислушайтесь к голосам моря» (1950) отражает страдания студентов, мобилизованных на службу, а в «Башне лилий» (1953) рассказывается о тяжёлой судьбе девушек-военных. При этом ленты того времени концентрируют внимание зрителя на страданиях японского народа, но не жителей стран, которых японцы оккупировали в ходе Второй мировой войны. Ещё одним важным изменением в кинематографе 1950-х профессор Изольда Стэндиш видит в особенном фокусе на психологической глубине персонажей. Раньше психологические аспекты персонажей строились вокруг поиска способов достижения целей японского государства. Теперь же психологизм заключается в противоречии между милитаристской идеологией и личными интересами героев. В 1950-е годы многие другие фильмы получают «Оскара» и побеждают на Каннском и Венецианском кинофестивалях. «Врата ада» (1953) Тэйноскэ Кинугасы и «Самурай: Путь воина» (1954) Хироси Инагаки также вслед за Куросавой получили премию «Оскар» в номинации «лучший фильм на иностранном языке». На фоне успеха «Расёмона» Куросава, Мидзогути, Кинугаса и другие режиссёры начали снимать фильмы спецально для европейского и американского рынок.
В послевоенные годы появилось новое поколение известных актёров, которые сумели приспособиться к динамизму нового кинематографа. Это Тосиро Мифунэ, звезда фильмов Куросавы. Одной из самых известных девушек киноэкрана, особенно на Западе, стала актриса Матико Кё. Она снялась во многих известнейших фильмах десятилетия — от «Расёмона» Куросавы до «Сказок туманной луны после дождя» Кэндзи Мидзогути. Также она снималась в сатирическом фильме об американской оккупации «Чайная церемония» (1956). Вместе с возрождением сёмингэки и других традиционных жанров, в 1950-х появляются новые жанры, такие как якудза эйга. Тохо оправилась от кризиса и во второй половине 50-х выпускает престижные ленты Акиры Куросавы, а также ставшие успешными фильмы в жанре кайдзю эйга, то есть фильмы о монстрах. Прежде всего это культовый фильм «Годзилла» (1954), выпущенный Тохо. «Годзилла» стала своего рода рецепцией японским обществом страха перед ядерной бомбардировкой. По сюжету, американцы провели испытания ядерного оружия в Тихом океане, что пробудило из водных глубин гигантскую рептилию Годзиллу, которая начала топить корабли и уничтожать Токио. Всемирный успех ленты породил множество сиквелов и создание целой плеяды кайдзю-эйга: «Радон» (1956), «Мотра» (1961).
В это десятилетие кинематограф обретает высокую популярность и внутри Японии: ни до, ни после 50-х годов кинотеатры не собирали столько зрителей, достигнув своего пика в 1958 году. За этим следует спад посещаемости кинотеатров ввиду развития в те годы телевидения благодаря таким корпорациям, как NHK (Японская вещательная корпорация). Поэтому с началом 1960-х режиссёрам приходится конкурировать с телепрограммами и вносить новые элементы в свои картины.

## Японская новая волна (1960-е)

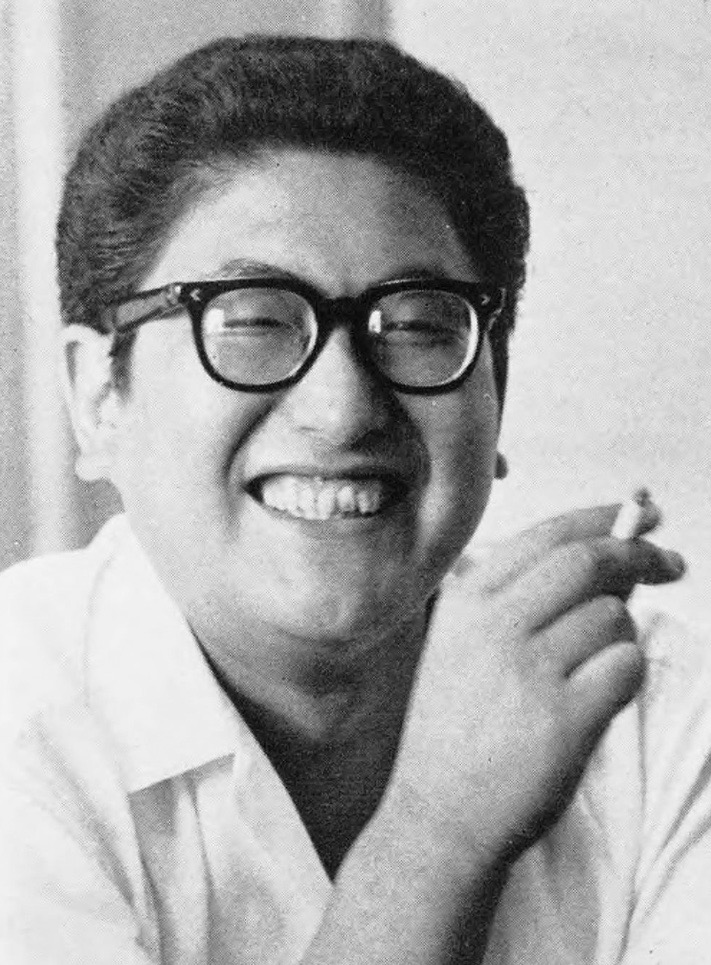
Лидер японской новой волны Нагиса Осима

На фоне роста телевидения и сокращения производства кинокомпаний в японском кинематографе 1960-х появилось новое направление, которое называется «Японской новой волной». Характерной тематикой фильмов японской новой волны стали политика, юношеское бунтарство, сексуальность, история и культурная идентичность. Основными представителями стали молодые режиссёры из Сётику — Нагиса Осима, Ёсисигэ Ёсида и Масахиро Синода. Все трое позже покинули студию и стали работать самостоятельно. Эти режиссёры выросли в условиях Холодной войны, когда в оккупированный Японии сражались Коммунистическая партия Японии и американские власти, желавшие сделать Японию союзником в борьбе с СССР. Этим киновед Скотт Найгрен объяснял критику как радикальных политических течений, так и жестокую корпоративную атмосферу в фильмах японской новой волны. Нагиса Осима, став неформальным лидером нового движения, так описал смену поколений в японском кино:
...в звуке разрываемой юбки и в шуме моторной лодки, прокладывающей себе путь среди более крупных судов, чуткие люди смогли услышать крики чайки, возвещающей новую эру японскогом кино.Нагиса Осима
Одним из самых первых фильмов японской новой волны стала «Повесть о жестокой юности» (1960). Фильм рассказывает историю двух юношей, которые занимаются вымогательством у взрослых. Как говорит режиссёр Осима, смысл заключается в том, что «в порочном обществе их бунт обретает форму бессмысленного нарушения закона». Цветовая гамма фильма выполнена в красных тонах, что ассоциируется с кровью. Здесь были впервые отражены новые тенденции — преступность, насилие и секс. Если сначала новая волна была попыткой Сётику объять новые темы и создать конкурентоспособный продукт, то со второй половины 1960-х годов кинематографисты стали развивать свои идеи независимо от диктата индустрии. В 1969 году на базе независимой киностудии вышел фильм Ёсисигэ Ёсиды «Эрос + убийство». Композиция фильма хаотична, сюжет состоит из запутанной вереницы фрагментов без чёткой последовательности прошлого и настоящего. Фильм снимает табу, поднимая вопросы сексуальности. Герои практикуют свободную любовь, одна из героинь занимается проституцией, чтобы удовлетворить свои сексуальные потребности.

## Японский кинематограф 1970-х годов
Этот период можно назвать периодом сотрудничества. Кинематографисты Японии охотно участвуют в совместных проектах с режиссёрами других стран. Примером совместной работы режиссёров Японии и России являются такие работы, как «Дерсу Узала» (режиссёр Акира Куросава), «Москва, любовь моя» и «Шаг» (режиссёр Александр Митта), «Мелодии белой ночи» (режиссёр Сергей Соловьев).

## Современный кинематограф
В 1980-е — 1990-е годы японское кино переживает серьёзный кризис. Кинематограф отступает под натиском телевидения и видео. Кроме того, на рынке проката кино обостряется конкуренция, появляется огромное количество американских фильмов. Все эти причины, приводят к появлению малобюджетного авторского кино.
Появляются «независимые» молодые режиссёры, такие как Т. Морикава, А. Такэда, С. Кояма, Е. Морита, Д. Итами, К. Огури, С. Цукамото. В своих фильмах они рассматривают социальные проблемы и проблемы современности.
Активно развивается кинодокументалистика и мультипликация, создается большое количество научно-популярных фильмов.
Несколько новых режиссёров аниме получили широкое признание, принесшие с собой представления об аниме не только как о развлечении, но и как о современном искусстве. Мамору Осии выпустил всемирно известный философский научно-фантастический боевик «Призрак в доспехах» в 1995 году. Сатоси Кон снял отмеченный наградами психологический триллер Perfect Blue. Хидэаки Анно также получил широкое признание благодаря фильму «Конец Евангелиона» в 1997 году.
Успех современной японской мультипликации стал возможен благодаря Осаму Тэдзуке, которого иногда называют «японским Диснеем».
Количество фильмов, показываемых в Японии, неуклонно росло: в 2006 году было выпущено около 821 фильма. Особой популярностью в этот период пользовались фильмы, основанные на японских телесериалах. На аниме-фильмы сейчас приходится 60 процентов производства японских фильмов. 1990-е и 2000-е годы считаются «вторым золотым веком японского кинематографа» из-за огромной популярности аниме как в Японии, так и за рубежом.
Хотя и не имевший коммерческого успеха, фильм «Все о Лили Чоу-Чоу» режиссёра Сюндзи Иваи был отмечен на Берлинском, Йокогамском и Шанхайском кинофестивалях в 2001 году. Такеши Китано появился в «Королевской битве», а также снялся в фильмах «Куклы» и «Затойчи». Несколько фильмов ужасов, «Пульс», «Тёмные воды», «Йоген», «Обида» и «Один пропущенный звонок» имели коммерческий успех. В 2004 году в ознаменование 50-летия Годзиллы был выпущен фильм «Годзилла: Финальные войны» режиссёра Рюхэя Китамура. В 2005 году режиссёр Сэйдзюн Судзуки снял свой 56-й фильм «Принцесса Енот». Хирокадзу Корээда получил награды кинофестивалей по всему миру с двумя своими фильмами «Расстояние» и «Никто не узнает». Фильм кинорежиссёра Наоми Кавасэ «Скорбящий лес» получил Гран-при на Каннском кинофестивале в 2007 году. Ёдзи Ямада, режиссёр сериала «Отоко ва цурай йо», снял трилогию известных ревизионистских фильмов о самураях, «Сумеречный самурай» 2002 года, а затем «Скрытый клинок» в 2004 году и «Любовь и честь» в 2006 году. В 2008 году «Ушедшие» получили премию «Оскар» как лучший фильм на иностранном языке.
В аниме Хаяо Миядзаки снял «Унесённые призраками» в 2001 году, побив рекорды японских кассовых сборов и получив несколько наград, включая премию Оскар за лучший анимационный полнометражный фильм в 2003 году, за которыми последовали «Ходячий замок» и «Рыбка Поньо на утёсе» в 2004 и 2008 годах соответственно. В 2004 году Мамору Осии выпустил аниме-фильм «Призрак в доспехах 2: Невинность», получивший признание критиков во всем мире. Его фильм 2008 года «Ползущие по небесам» был встречен столь же положительно в мире. Сатоси Кон также выпустил три не менее успешных фильма: «Актриса тысячелетия», «Однажды в Токио» и «Паприка». Кацухиро Отомо выпустил «Стимбой», свой первый анимационный проект после сборника короткометражных фильмов 1995 года «Воспоминания о будущем», в 2004 году. В сотрудничестве со Studio 4C американский режиссёр Майкл Ариас выпустил «Железобетон» в 2008 году, получивший международное признание. После нескольких лет режиссуры преимущественно низкопробных игровых фильмов, Хидэаки Анно сформировал собственную продюсерскую студию и переснял свою все ещё популярную франшизу Rebuild of Evangelion, выпустив новую серию фильмов, обеспечивающих альтернативный пересказ оригинальной истории.
В феврале 2000 года был создан Совет по продвижению Японской кинокомиссии. 16 ноября 2001 года в Палате представителей были представлены законы о Японском фонде содействия развитию искусств. Эти законы были предназначены для продвижения производства медиа-искусства, в том числе декораций для фильмов, и предусматривают, что правительство — как на национальном, так и на местном уровнях. Законы были приняты 30 ноября и вступили в силу 7 декабря. В 2003 году на собрании Агентства по делам культуры в письменном отчете было предложено двенадцать правил, позволяющих продвигать и показывать публичные фильмы в кинотеатре.
Четыре фильма получили международное признание, будучи отобранными для участия в крупных кинофестивалях: «Гусеница» Кодзи Вакамацу участвовала в конкурсе на «Золотого медведя» на 60-м Берлинском кинофестивале и получила «Серебряного медведя» за лучшую женскую роль, «Беспредел» Такэси Китано участвовал в конкурсе на Золотую пальмовую ветвь на Каннском кинофестивале 2010 года «Химидзу» Сион Соно боролась за Золотого льва 68-го Венецианского кинофестиваля.
В 2011 году фильм Такаси Миикэ «Харакири: Смерть самурая» участвовал в конкурсе на Золотую пальмовую ветвь Каннского кинофестиваля 2012 года, став первым трёхмерным фильмом, который когда-либо был показан на конкурсе в Каннах. Фильм был спродюсирован британским независимым продюсером Джереми Томасом, который в качестве продюсера успешно вывел на международную арену такие японские фильмы, как «Счастливого Рождества, мистер Лоуренс» и «Табу» Нагисы Осима, «Брат» Такэси Китано и «13 убийц» Миикэ.
В 2018 году Хирокадзу Корээда получил Золотую пальмовую ветвь за свой фильм «Магазинные воришки» на 71-м Каннском кинофестивале, фестивале, на котором также участвовали «Асако 1 и 2» Рюсукэ Хамагути.
В 2020 году, как и во всех странах, киноиндустрия Японии пострадала от пандемии COVID-19. Несколько фильмов были отложены, а кинотеатры закрывались на несколько месяцев, открываясь только после принятия нескольких протоколов безопасности. Через некоторое время после открытия кинотеатров аниме-фильм «Истребитель демонов: Поезд „Бесконечный“» по мотивам манги «Истребитель демонов» побил все рекорды кассовых сборов в стране и заработал 507 миллионов долларов, став не только самым кассовым фильмом всех времен в Японии, но и самым кассовым фильмом 2020 года.
2020-е показали устойчивый интерес общественности к японским фильмам и иностранных кинокомпаний к Японии. В 2024 году сразу два японских фильма получили «Оскара» — «Мальчик и птица» (Хаяо Миядзаки) и «Годзилла: Минус один» (Такаcи Ямадзаки). Также одержала победу работа немецкого режиссёра Вима Вендерса «Идеальные дни», выдвинутая от Японии. В то же время вышел западный сериал «Сёгун». Работы получили высокие отзывы в прессе и престижные награды.

## Кинопремии Японии
- Премия Японской киноакадемии (Nippon Akademī-shō) — высшая кинонаграда Японии, присуждаемая Nippon Academy-Sho Association ежегодно, начиная с 1978 года, за выдающиеся достижения в японском кинематографе.
- «Голубая лента» (реже упоминается как «Синяя лента») — премия в области кинематографа, присуждаемая сообществом киножурналистов и кинокритиков Токио.
- Кинопремия «Майнити» — ежегодная кинопремия, спонсируемая газетой «Майнити симбун».

## Фестивали
С 1980-х годов в Японии ежегодно проводятся кинофестивали:
- Токийский международный фестиваль
- Фестиваль «Юфуин» (префектура Ойта) и др.

## Организации и институты
В Японии действует ряд организаций, занимающихся сохранением кинофильмов: Национальный киноархив Японии, Кинематографическая и аудиовизуальная библиотека Хиросимы, Музей Киото, Городской музей Кавасаки и так далее. Как утверждает исследовательница и архивист Каэ Исихара, в современной Японии наблюдается кризис архивирования кино. Очень небольшое количество фильмов попало в архивы, организации испытывают резкую нехватку сотрудников, а государство не стремится повышать финансирование и улучшать правовое регулирование киноархивов. Исторически сложилось, что интерес к сохранению кинонаследия страны проявлялся в основном со стороны энтузиастов, а не правительства.

## Комментарии
1. ↑  В 2009 году «Любование кленовыми листьями» получило статус объекта «важного культурного достояния Японии», что произошло впервые в случае с произведениями киноискусства[9].
2. ↑  Сибата Цунэкити был опытным фотографом и часто посещал магазин фототехники «Кониси хонтен», где впервые в Японии начали продавать кинокамеры[9]. Также он является автором первого драматического фильма Японии — «Вооружённый грабитель Симидзу Садакити», в котором актёр Ёкояма Унпэй выступает в образе преступника[4].
3. ↑  В конечном итоге кино стало настолько влиятельным, что в 1911 году объединение актёров Токио запретило своим членам сниматься в кино[26].
4. ↑  В качестве примера можно привести фильм Дайскэ Ито «Меч, разящий людей и лошадей» (1929). Сюжет повествует о ронине, который помогает земледельцам поднять восстание против коррумпированных чиновников[45].
5. ↑  Писатель пришёл выяснить отношения с музыкантами, однако его встретила молодая девушка и пригласила в дом послушать их репетицию. В итоге он полюбил эту музыку и вдохновился на написание пьесы. В конце фильма противопоставляется образ японской «жены» и «мадам» на американский манер. Писатель приходит к выводу, что обе модели достаточно привлекательны[49].
6. ↑  Садао Яманака рано начал свою деятельность. В 1932 году в возрасте 22 лет он выпустил свой первый фильм «Спать, сжимая меч». Однако в 1938 году, когда ему было 28 лет, он скончался в полевом госпитале в Китае во время службы в армии[54].
7. ↑  Киностудия Ясудзиро Симадзу, известного своими мелодрамами, назвала стиль его фильмов «неореализмом», за десятилетие до появления итальянского неореализма[56].
8. ↑  Как пишут киноведы Джозеф Андерсон и Дональд Ричи, Никкацу всё время в погоне за прибылью избегали новшеств. Как они не сразу взялись за дорогое в производстве звуковое кино, так же они долгое время экономили на зарплате своих актёров и режиссёров, заставляли их работать над фильмами, которые им не нравились[58].
9. ↑  Закон о кино 1939 года распространялся только на японский архипелаг и касался японской нации. На территориях, колонизированных и оккупированных Японской империей, проводилась своя политика. Местные законопроекты в области кино учитывали локальную национальную специфику[62].
10. ↑  Киновед Акира Ивасаки описывал, что этот фильм в то время произвёл на японцев большое впечатление, заставил «изменить взгляд на жизнь». После него многие молодые японцы записались в учебные лагеря военно-морского флота. На производство была потрачена большая сумма — 770 000 йен. Фильм собрал 10 0000 000 зрителей[72].
11. ↑  Подобный стиль преследовал цель выразить идеи японских новых левых, находившихся в оппозиции Коммунистической партии Японии с их «устаревшими» представлениями линейности истории[108].

### Книги
- Тадао Сато. Кино Японии. — М.: Радуга, 1988. — 224 с.
- Акира Ивасаки. История японского кино. — М.: Прогресс, 1966. — 319 с.
- Richie D. A Hundred Years of Japanese Film (англ.). — Tokyo: Kodansha International, 2005. — 317 p. — ISBN 4770029950.
- Japanese cinema: texts and contexts / Phillips, Alastair. — London: Routledge, 2007. — 363 с. — ISBN 978-0-415-32847-0.
- Routledge Handbook of Japanese Cinema / Bernardi J., Ogawa S.. — New York: Routledge, 2020. — 381 с. — ISBN 978-1-315-53437-4.
- The Oxford Handbook of Japanese Cinema / Miyao, Daisuke. — New York: Oxford University Press, 2014. — 483 с. — ISBN 978-0-19-973166-4.
- Richie D., Anderson J. The Japanese Film: Art and Industry. — New York: Grove Press, 1959. — 456 с.
- Sharp J. Historical Dictionary of Japanese Cinema. — Plymouth: Scarecrow Press, 2011. — 523 с.
- Yomota I. What is Japanese Cinema? A History. — New York: Columbia University Press, 2014. — 248 с. — ISBN 978-0-231-54948-6.
- The International Movie Industry (англ.) / Gorham Kindem. — Carbondale—Edwardsville: Southern Illinois University Press, 2000. — 417 p. — ISBN 0809322994.
- The Japanese cinema book / Fujiki H.. — London, New York: Bloomsbury Publishing, 2020. — ISBN 9781838719135.
- Gerow A. Visions of Japanese modernity: articulations of cinema, nation, and spectatorship, 1895-1925. — Berkeley, Los Angeles, London: University of California Press, 2010. — ISBN 9780520254565.
- Rashomon effects: Kurosawa, Rashomon and their legacies / Davis B., Anderson R., Walls J.. — London New York: Routledge, 2016. — Т. 44. — 178 с. — (Routledge advances in film studies). — ISBN 9781315738741.
- Russell C. Classical Japanese Cinema Revisited (англ.). — NY: The Continuum International Publishing Group, 2011. — P. 192. — ISBN 9781441107770.
- Jacoby A. A Critical Handbook of Japanese Film Directors : From the Silent Era to the Present Day (англ.). — Berkeley: Stone Bridge Press, 2008. — 432 p. — ISBN 9781933330532.
- Катасонова Е. Л. Новое японское кино. В споре с классикой экрана. — АИРО-XXI, 2020. — 336 с. — ISBN 978-5-89282-921-2.
- The Oxford History of World Cinema (англ.) / Nowell-Smith G.. — Oxford—NY: Oxford University Press, 1997. — 821 p. — ISBN 0198742428.
- Standish I. A New History of Japanese Cinema (англ.). — NY, London: Continuum, 2006. — 414 p. — ISBN 0826417094.
- Hibakusha cinema: Hiroshima, Nagasaki and the nuclear image in Japanese film (англ.) / Broderick M.. — Abingdon: Routledge, 2009. — ISBN 9781136883255.
- Nygren S. Time Frames: Japanese Cinema and the Unfolding of History (англ.). — Minneapolis: University of Minnesota Press, 2007. — 297 p. — ISBN 9780816647088.
- Lee L. Japanese Cinema Between Frames (англ.). — Tallahassee: Palgrave Macmillan, 2017. — 177 p. — ISBN 9783319663722.
- Hamp M. 邦画の響き：ヨーロッパと初日本映画受容 (яп.). — Munich: LMU Munich, 2019. — 18 с.

### Статьи
- Кузьмин В. Л. «Самурайское кино» в немую эпоху: становление дзидайгэги в японским кинематографе // Terra Aestheticae. — 2022. — Т. 9, № 1. — С. 10—20.
- Нестерова Е. И. Первые шаги кинематографа в Японии на рубеже XIX-XX вв. // Вестник РГГУ. Серия: Литературоведение. Языкознание. Культурология. — 2011. — Т. 79, № 17. — С. 101—111.
- Фёдорова А. А. Кинематограф XII века: традиционалистские теории кино в Японии 1930-х – 1940-х годов // Японские исследования. — 2018. — № 3. — С. 34—48. — doi:10.24411/2500-2872-2018-10018.
- Фёдорова А. А. Волшебный фонарь, кинематограф и их японские имена // Японские исследования. — 2021. — № 1. — С. 64—79. — doi:10.24412/2500-2872-2021-1-64-79.
- Паксютов Г. Д. О японской киноиндустрии языком цифр // Японские исследования. — 2017. — № 2. — С. 46—58.
- Катасонова Е. Л. Осима Нагиса: наперекор всем табу // Япония : ежегодник. — 2012. — Т. 41. — С. 205—222. — ISSN 2687-1440.
- Dym J. Benshi and the Introduction of Motion Pictures to Japan (англ.) // Monumenta Nipponica. — 2000. — Vol. 55, no. 4. — P. 509—536. — doi:10.2307/2668250.
- Desser D. From the Opium War to the Pacific War: Japanese Propaganda Films of World War II (англ.) // Film History. — 1995. — Vol. 7, no. 1. — P. 32—48.
- Low M. The birth of Godzilla: Nuclear fear and the ideology of Japan as victim (англ.) // Japanese Studies. — 1993. — Vol. 13, no. 2. — P. 48—58.
- 藤井 仁子. 文化する映画――昭和十年代における文化映画の言説分析 (яп.) // 映像学. — 2001. — 第66巻. — 第5—22 頁. — doi:10.18917/eizogaku.66.0_5.
- 宜野座 菜央見. 戦時日本映画における断絶と継続 (яп.) // 新領域・次世代の日本研究. — 国際日本文化研究センター, 2016. — 第67—84 頁. — ISBN 9784901558853. — doi:10.15055/00006526.